# Charles Soubre
Vous lisez un « article de qualité » labellisé en 2024.
Pour les articles homonymes, voir Soubre.
Charles Soubre, né le 4 février 1821 à Liège où il est mort le 29 janvier 1895, est un peintre belge.
Le jeune Charles Soubre commence sa formation artistique dès 1834 dans l'atelier de Jules Van Marcke, puis la complète à l'Académie des beaux-arts de Liège et à l'Académie royale des beaux-arts de Bruxelles. Pour couvrir les frais de ses études, il donne des leçons qui occupent la plus grande partie de son temps. En 1853, l'artiste est nommé professeur de dessin à l'Académie des beaux-arts de Liège. Il commence dès lors une longue carrière d'enseignant qui se termine 35 ans plus tard, lorsqu'il démissionne de ses fonctions et reçoit le titre de professeur honoraire en reconnaissance des services rendus à l'Académie.
L'artiste est surtout un peintre de sujets historiques, mais aussi de scènes de genre, de portraits, de paysages et de figures féminines. Comme peintre d'histoire, il « cherche, plus qu'aucun autre de ses confrères, ses sources d'inspiration dans l'histoire locale, voire dans les légendes du terroir », comme c'est le cas dans plusieurs de ses œuvres principales telles que la Mort d'Henri IV, empereur d'Allemagne (1850), Une famille noble devant le Conseil des troubles (1873), La Måle Saint-Martin (1876) ou Le Départ des volontaires liégeois pour Bruxelles sous la conduite de Charles Rogier (1878). Ses compositions historiques reflétant la grandeur picturale prisée à l'apogée de sa carrière connaissent, à la fin de sa vie, un déclin lié aux goûts devenus en vogue. Toutefois, Charles Soubre réalise également des paysages pleinairistes, où la recherche d'équilibre, d'organisation et de synthèse est considérée positivement bien après sa mort.
Tout au long de sa carrière artistique, le peintre expose régulièrement aux Salons triennaux belges et lors de différents grands événements internationaux. En plus de multiples participations aux Salon de Bruxelles (16 fois entre 1839 et 1884), Salon d'Anvers (9 fois entre 1840 et 1879) et Salon de Gand (10 fois entre 1844 et 1895), il expose au Salon de peinture et de sculpture à Paris en 1861 et 1863, aux Expositions internationales de Londres en 1872, 1873 et 1874, à l'Exposition universelle de Vienne en 1873, à l'Exposition universelle de Philadelphie en 1876 et à l'Exposition universelle de Sydney de 1879-1880. Cette intense activité est récompensée par une médaille d'or au Salon de Bruxelles de 1866 et une médaille de bronze à l'Exposition universelle de Sydney de 1879-1880.

## Biographie

### Jeunesse, formation et début de carrière artistique (1821-1845)
Charles Joseph Soubre, né le 4 février 1821 à Liège,, est le fils de Jean Joseph Soubre (1788-1864), marchand de musique, et de Marie Françoise Hubertine Thiriard (1791-1861),,. Il est l'un des frères du compositeur Étienne Soubre. En 1834, il commence des études artistiques dans l'atelier du peintre paysagiste Jules Van Marcke,. De 1837 à 1843, il poursuit ses études à l'Académie des beaux-arts de Liège sous la supervision de Barthélémy Vieillevoye et Gilles-François Closson,,,. Il y suit aussi les cours de Lambert Herman et d'Auguste Chauvin et il y remporte des premiers prix de peinture et de composition historique. Pour couvrir les frais de ses études, il donne des leçons qui occupent la plus grande partie de son temps. Il achève sa formation à l'Académie royale des beaux-arts de Bruxelles,,,.
Il expose son premier paysage en 1837, après une saison passée à Remouchamps avec Jules Van Marcke. À partir de 1839, il commence à exposer dans les principaux Salons belges, y envoyant d'abord des paysages, comme Chemin creux aux environs de Liège au Salon de Bruxelles de 1839, Vue des bords de l'Aîne dans les Ardennes au Salon d'Anvers de 1840 et Paysage ; souvenir des Ardennes au Salon de Bruxelles de 1842.

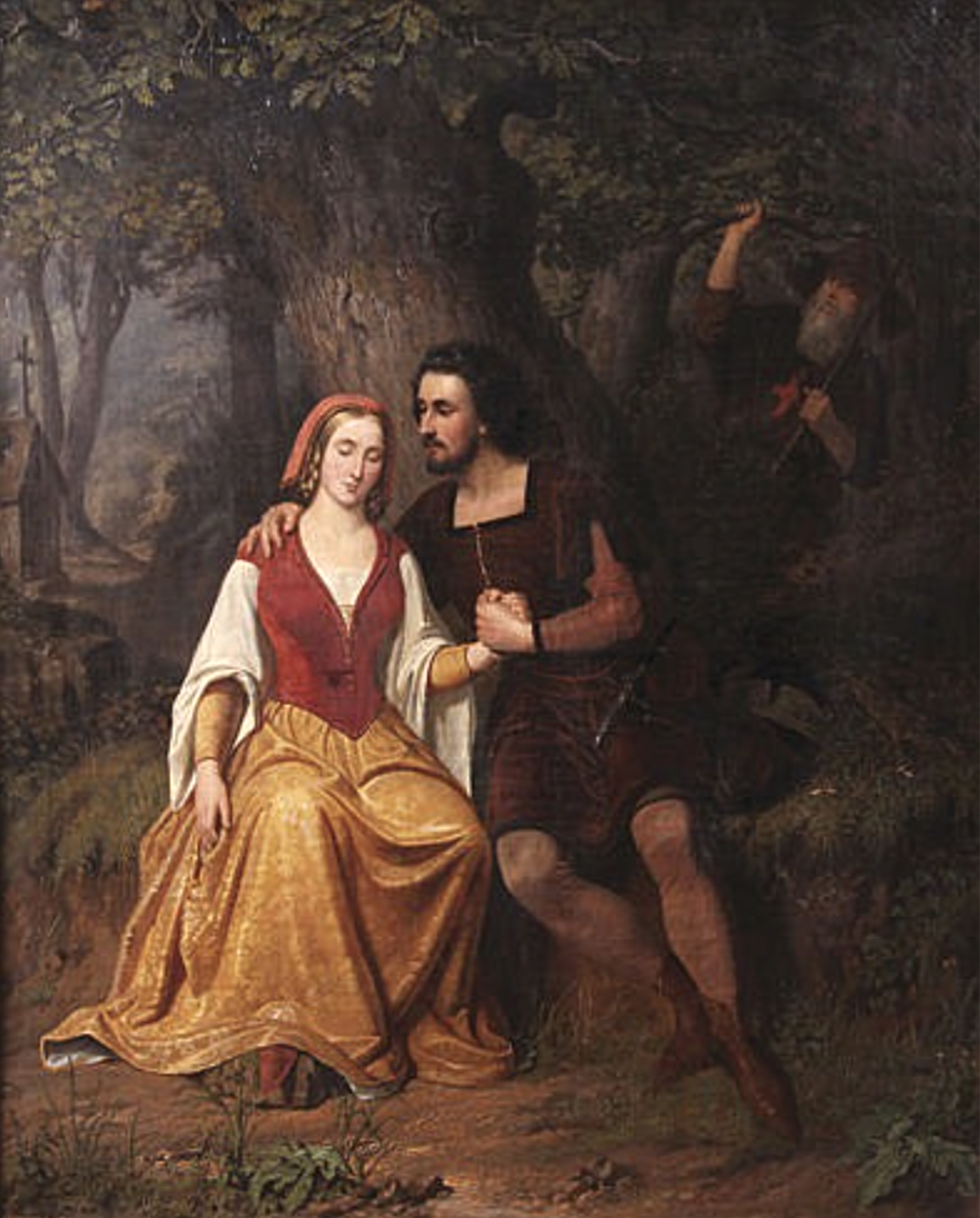
Le Retour de Palestine, 1844 (huile sur toile ;), collection privée.

En 1844, il expose au Salon de Gand sa première toile historique représentant le retour d'un chevalier liégeois après les croisades,. Intitulée Le Retour de Palestine, elle représente « Jehan, vieil écuyer du seigneur de Saive, revenant de la Terre sainte, qui trouve son seigneur en tête-à-tête avec Aléide, sa fille ». L'œuvre est exposée l'année suivante au Salon de Bruxelles.
Peu après, la bourse de la fondation Darchis lui est offerte, « mais des raisons de famille empêchèrent le jeune peintre de profiter de cette offre et c'est un fait digne de remarque que ce peintre fécond […] se trouva toujours dans l'impossibilité de s'expatrier même temporairement, et dut, sans sortir de sa bonne ville de Liège, par son seul labeur opiniâtre et intelligent, approfondir ses connaissances et perfectionner son art ».

### Consolidation de sa carrière artistique (1845-1854)
Durant cette période, Soubre se concentre davantage sur la réalisation de scènes historiques,, et obtient son premier succès notable grâce à l'exposition en 1847 de son tableau Les Bourgeois de Liège envahissant le domicile du bourgmestre Ghaye pour réclamer les insignes de la magistrature.

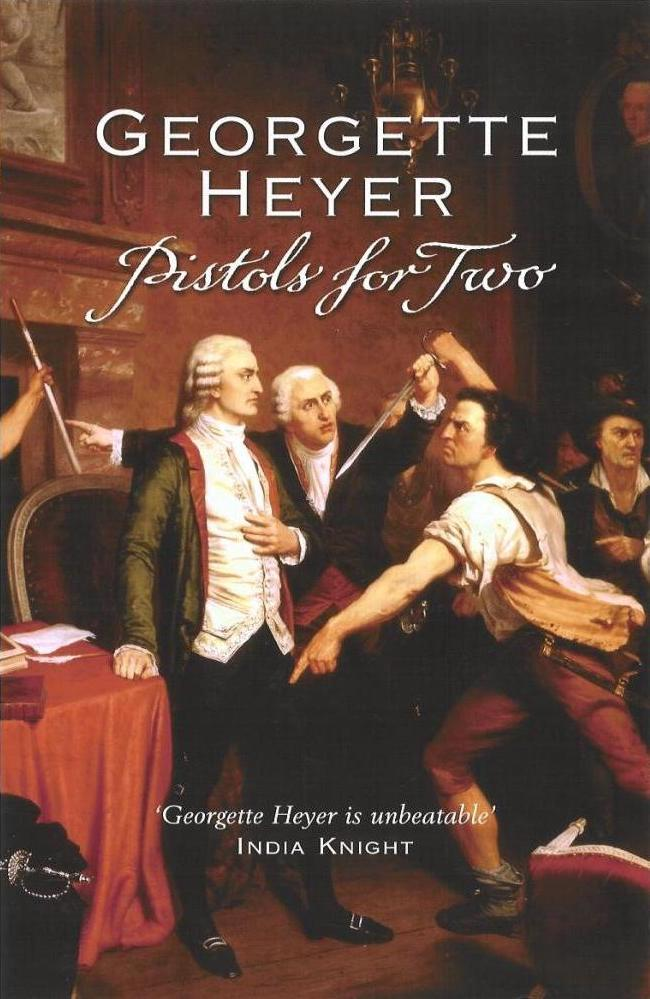
Georgette Heyer, Pistols for Two, 1960 (édition Arrow books de 2005).

La toile dépeint l'un des épisodes du début de la révolution liégeoise, lorsque la foule en révolte envahit le domicile du bourgmestre Philippe-François de Ghaye, récemment expulsé de l'hôtel de ville, pour exiger qu'il livre les clés de la magistrature. Comme Ghaye ne cède pas, l'un des bourgeois le menace de son épée. Le coup est intercepté in extremis par le grand greffier Cologne qui, bien que blessé à la jambe, sauve ainsi le bourgmestre. Bien plus récemment, cette œuvre (sous le nom de A violent attack) est utilisée comme couverture du recueil de nouvelles Pistols for Two de l'écrivaine britannique Georgette Heyer (édition Arrow books, propriété du groupe Penguin Random House, de 2005).
Au Salon de Bruxelles de 1848, le peintre expose sa toile Henri de Dinant, tribun liégeois partant pour l'exil, qui y reçoit une critique favorable :

« Cette toile dont la couleur est un peu commune, se distingue par une entente remarquable de la composition et par un dessin assez pur. La vérité historique est respectée, les costumes sont fidèles. On voit que M. Soubre est un homme sérieux qui étudie avec conscience. Nous attendons une œuvre nouvelle ; nous serions heureux de voir le jeune artiste réaliser tout ce que promet son talent. »

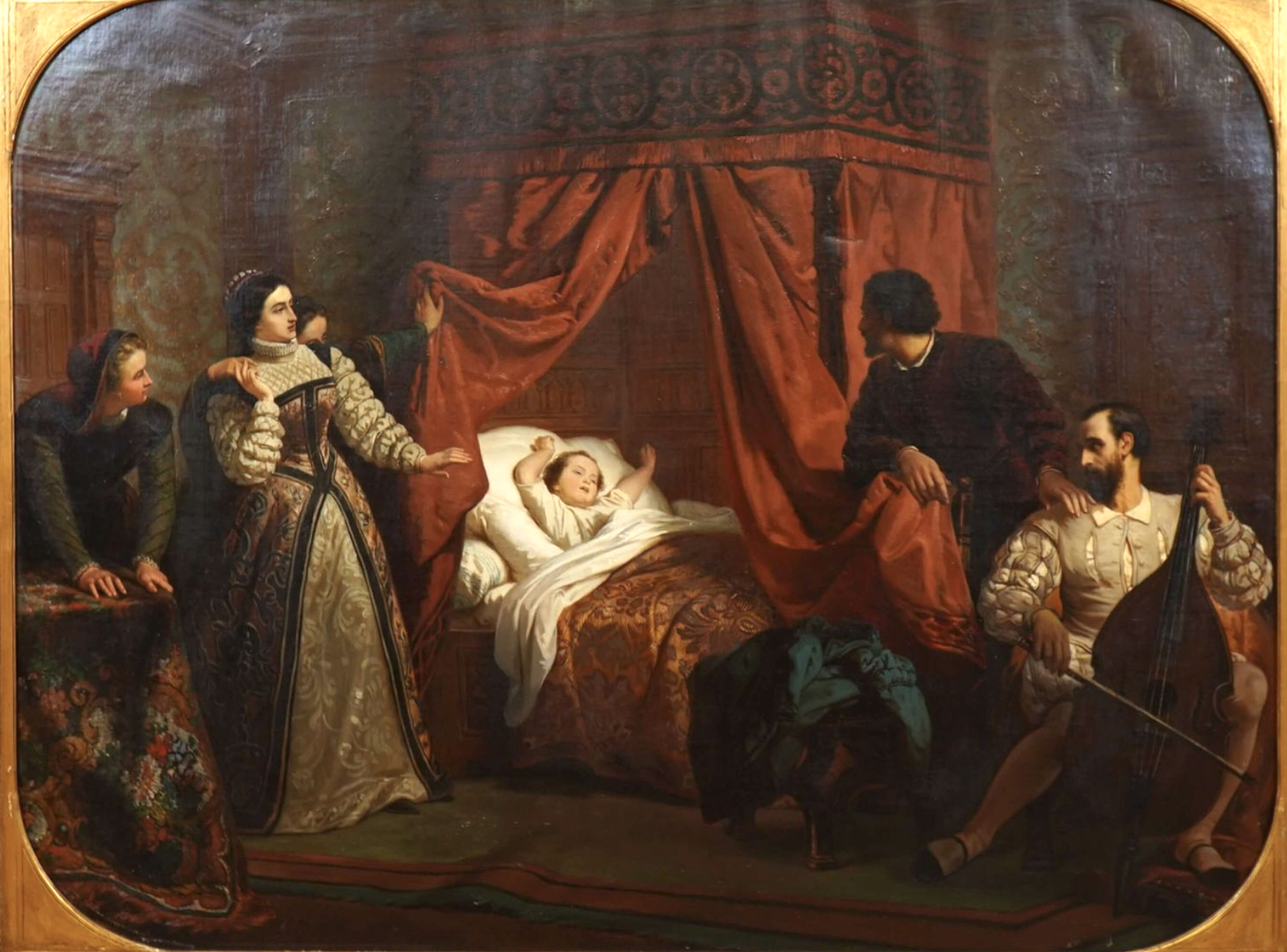
Le Réveil de Montaigne, 1862 (huile sur toile ; seconde version que produit l'artiste ;), collection privée.

En 1850, il présente au Salon de l'exposition des Beaux-Arts de Liège son tableau de la Mort d'Henri IV, empereur d'Allemagne. L'année suivante, il expose à nouveau au Salon de Bruxelles, y présentant son tableau Le Réveil de Montaigne, qui est également bien reçu par la critique. La toile évoque un élément biographique de l'enfance de l'écrivain qui est repris dans la Biographie universelle des frères Michaud :

« On l'élevait avec toute liberté, en le sollicitant doucement, au point que, pour ne pas troubler son cerveau encore tendre, en l'arrachant avec violence au sommeil profond auquel les enfants sont sujets, son père le faisait réveiller, non en sursaut, mais aux sons d'une musique agréable. »

Cette même œuvre est exposée en 1852 au Salon d'Anvers et elle est reprise en 1862 par le peintre qui réalise une seconde version de taille plus réduite que la première. Cette dernière est exposée l'année de sa création au Salon de l'Association pour l'encouragement des beaux-arts de Liège et vendue à une collection privée. Enfin, l'artiste expose au Salon de Bruxelles en 1854, envoyant l'œuvre La Dernière Barque de foin.
En 1853, il épouse Eugénie Françoise Josephine Cajot, avec qui il a deux filles, Françoise, née en juin 1854,, et Eugénie en janvier 1857,.

### Maturité artistique et carrière à l'Académie des beaux-arts (1854-1889)

#### Le professeur à l'Académie royale des beaux-arts de Liège
Nommé en août 1853, il exerce pendant un peu plus de 35 ans en qualité de professeur de dessin à l'Académie royale des beaux-arts de Liège,,,. Il y entre dans l'enseignement élémentaire en tant que professeur de dessin linéaire,, en remplacement d'Henri Ponchon,,. Il progresse dans la hiérarchie à partir de 1859 quand il devient professeur des cours de dessin « d'après l'antique » et d'expression (enseignement moyen), remplaçant Auguste Chauvin qui s'occupait de ces deux classes depuis 1842 et continuait d'en assurer l'intérim après le décès de Barthélemy Vieillevoye en 1855,,,.
La mise à la pension d'Auguste Chauvin en 1880 lui permet de dispenser temporairement les cours de dessin « d'après le modèle vivant » et de peinture (enseignement supérieur), conjointement avec Jean-Mathieu Nisen jusqu'en 1885,,. À la mort de ce dernier en 1885, ces deux classes lui sont exclusivement attribuées jusqu'en 1889,,.

#### L'artiste peintre et les Salons triennaux belges

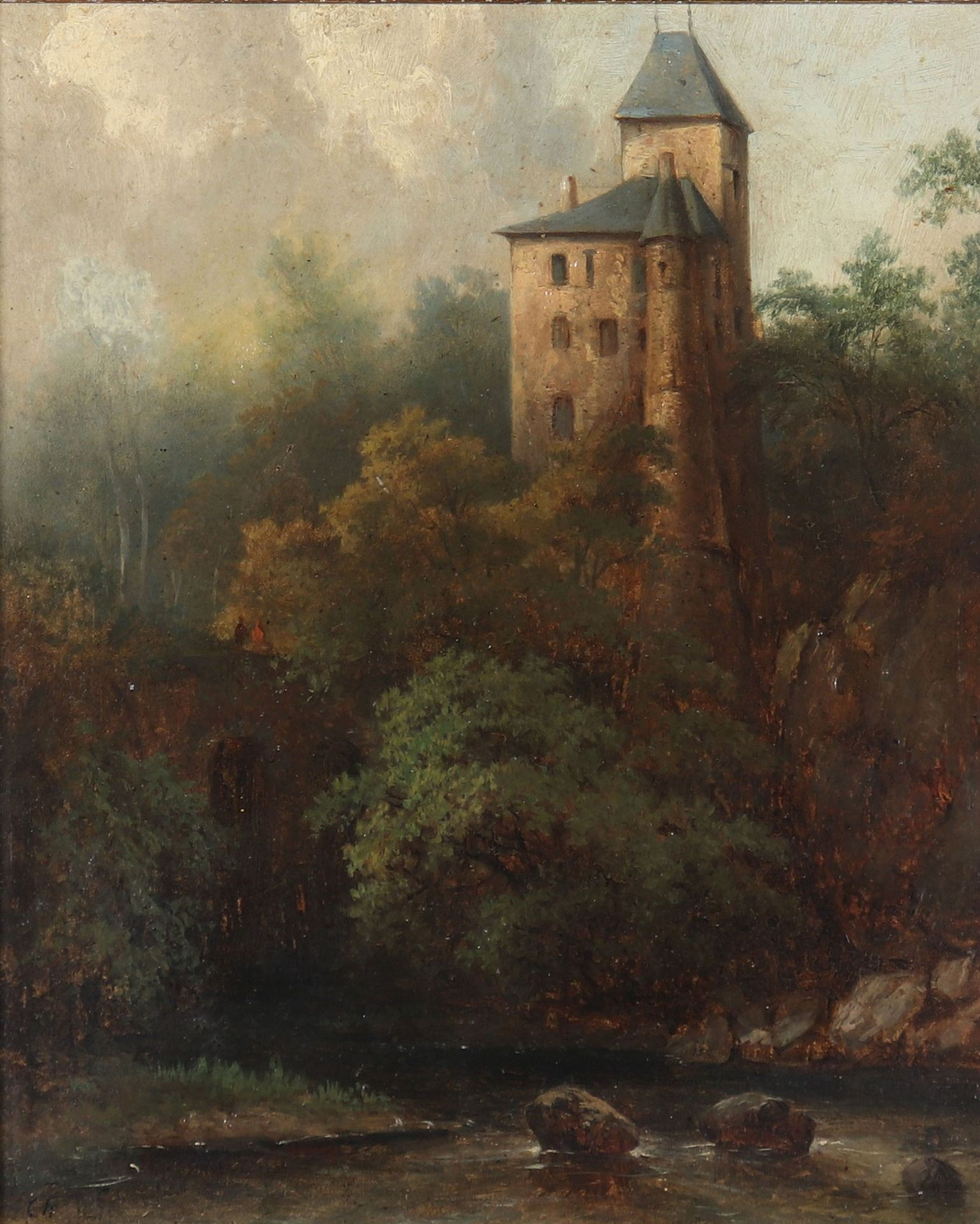
Vue du château de Remouchamps, 1862 (huile sur toile ;), collection privée.

Concomitamment à sa carrière d'enseignant, le peintre continue d'exposer aux Salons triennaux belges et lors de différents grands événements internationaux. « Le labeur du peintre ne se démentait point : tout le temps que lui laissaient les commandes à exécuter et les leçons à donner était consacré à ennoblir son talent, à perfectionner sa technique. »
L'artiste continue à se consacrer aux scènes historiques, mais réalise aussi des paysages et des scènes de genre. En 1855, il participe au Salon d'Anvers avec Angélique et le cheval enchanté, basé sur le poème Orlando furioso. Deux ans plus tard, il prend part au Salon de Bruxelles de 1857 et y présente l'œuvre le Songe d'un chef arabe, conduit par les filles de la mer à la conquête de l'île Bleue, inspirée d'un conte des Mille et Une Nuits. « L'œuvre, fort admirée, fut achetée par un éditeur de Paris [la maison Goupil] ; et, gravée par Cornilliet, elle vulgarisa le nom du peintre, dont la réputation prit alors un rapide essor. » Au Salon de Bruxelles de 1860, il envoie cette fois son tableau La Folie d'Ophélia,.

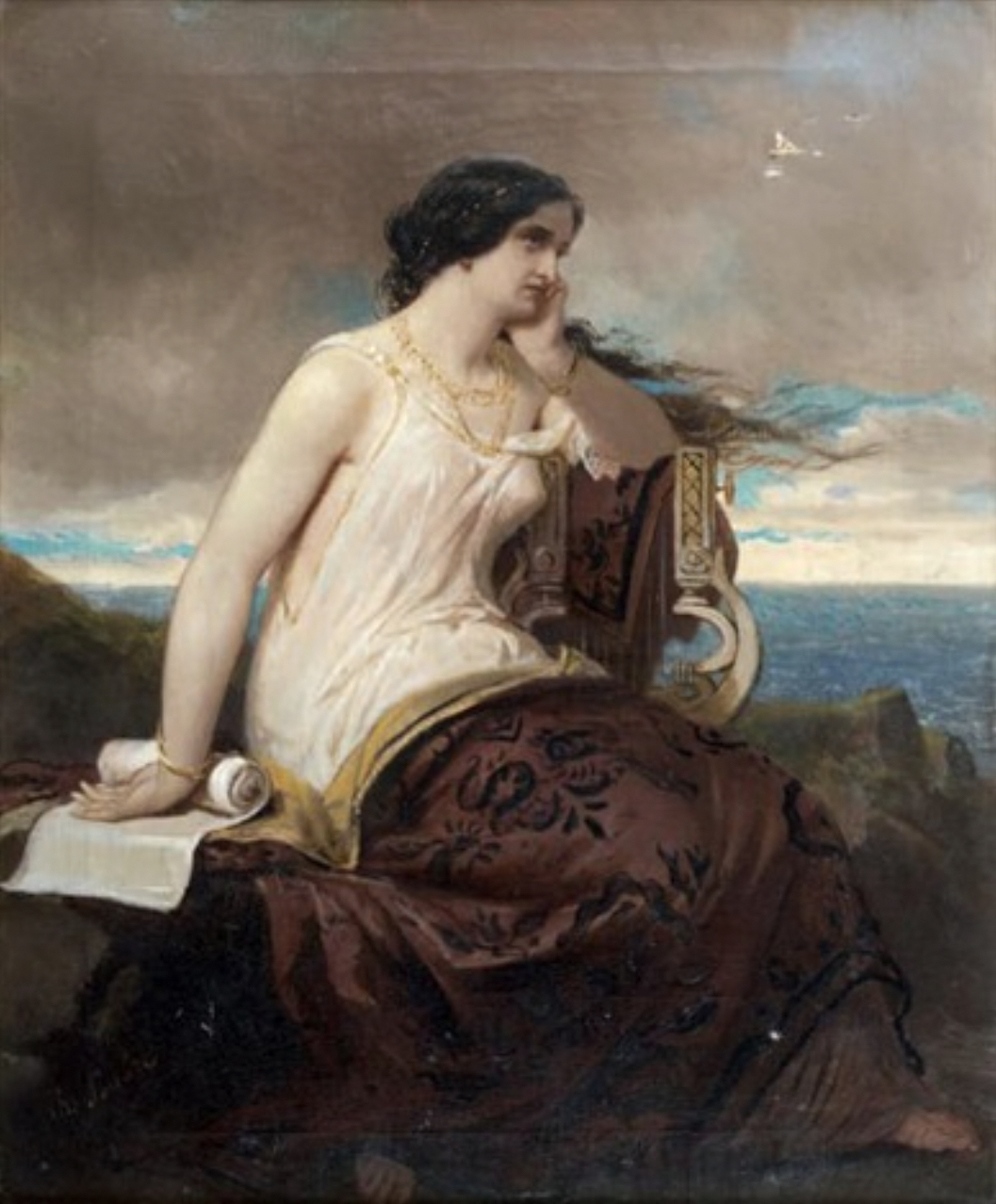
Sapho sur le promontoire de Leucade, vers 1867 (huile sur toile ;), collection privée.

À partir de 1861, le rythme de ses expositions s'intensifie pour devenir pratiquement annuel pendant un peu plus d'une vingtaine d'années. En plus de multiples participations aux Salon de Bruxelles (1863, 1866, 1869, 1872, 1875, 1878, 1881, 1884), Salon d'Anvers (1864, 1867, 1873, 1876, 1879) et Salon de Gand (1865, 1868, 1871, 1874, 1877, 1880, 1883, 1889), il expose au Salon de peinture et de sculpture à Paris en 1861 et 1863, aux Expositions internationales de Londres en 1872, 1873 et 1874, à l'Exposition universelle de Vienne en 1873, à l'Exposition universelle de Philadelphie en 1876 et à l'Exposition universelle de Sydney de 1879-1880 (pour plus de détail, voir la section Expositions réalisées du vivant de l'artiste). Durant cette période d'intense activité de l'artiste, il reçoit une médaille d'or au Salon de Bruxelles de 1866, et une médaille de bronze à l'Exposition universelle de Sydney de 1879-1880. Il est aussi nommé chevalier de l'ordre de Léopold le 7 février 1879,.

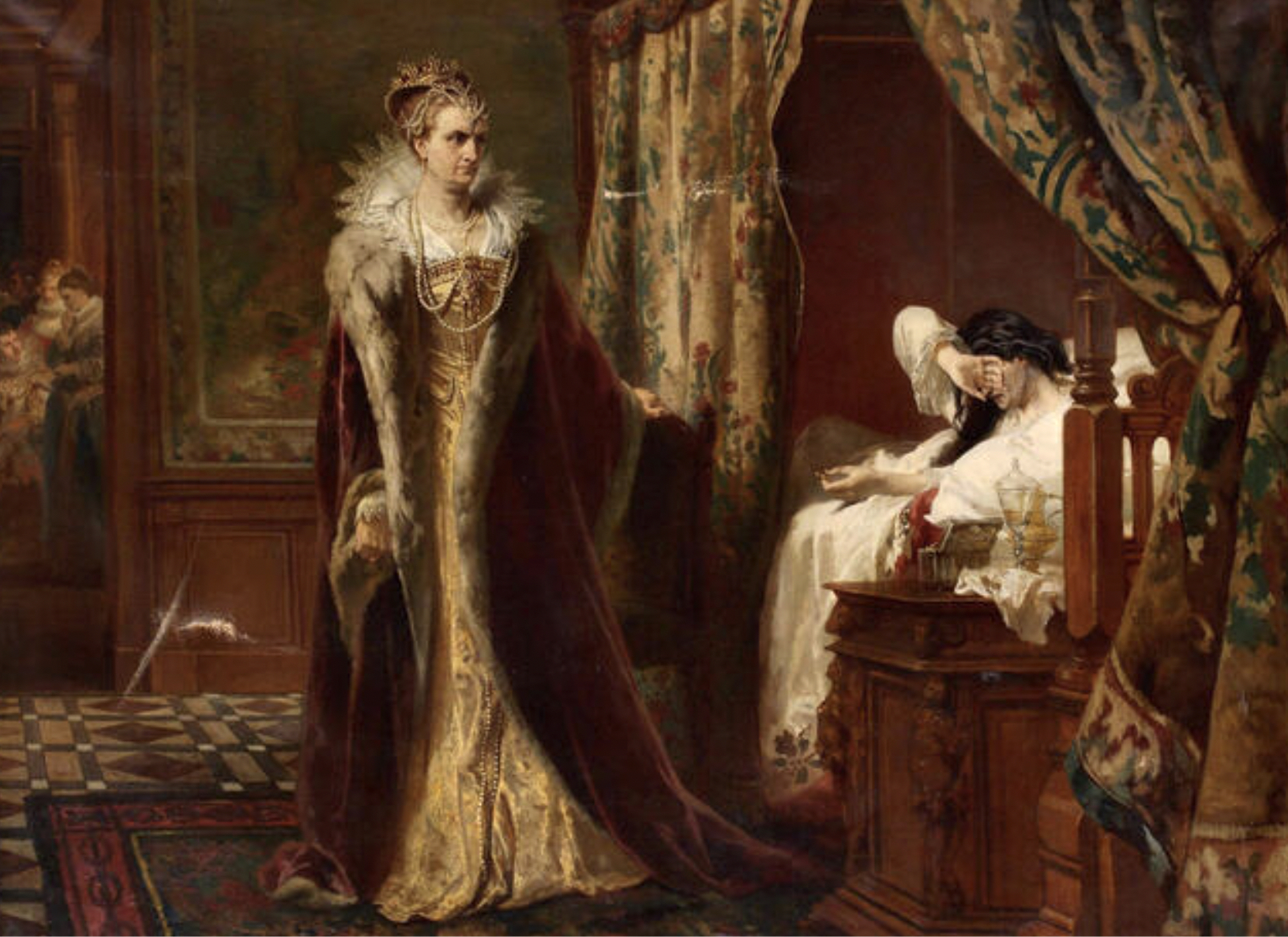
Lady Nottingham et Élisabeth, 1875 (huile sur toile ;), collection privée.

À cette époque, « les collections particulières d'outre-Manche se disputent les toiles » de l'artiste. On retrouve parmi ces œuvres Le Réveil de Montaigne, Un enterrement dans les Ardennes et Lady Macbeth, qui sont vendues à Dublin ; Catherine d'Aragon et le cardinal Wolsey, Marie Stuart, Départ pour la chasse, Le Banquet des Gueux et Lady Nottingham et Élisabeth, qui sont vendues à Londres ; et une copie postérieure que réalise le peintre du Banquet des Gueux, qui est vendue à Manchester. Certaines de ses toiles voyagent encore davantage, comme Convalescente, vendue à Kiev, ou Fière humilité, vendue à Sydney.
D'autres œuvres de référence de l'artiste restent néanmoins dans des collections belges, comme le Supplice de Pierre de Bex, ancien Bourgmestre de Liège, propriété du baron Rodolphe de Lamberts-Cortenbach, Une famille noble devant le Conseil des troubles et Le Départ des volontaires liégeois pour Bruxelles sous la conduite de Charles Rogier qui entrent dans les collections publiques liégeoises,, ou La Måle Saint-Martin qui entre dans les collections de la famille royale.

#### Reproduction de ses œuvres par la gravure

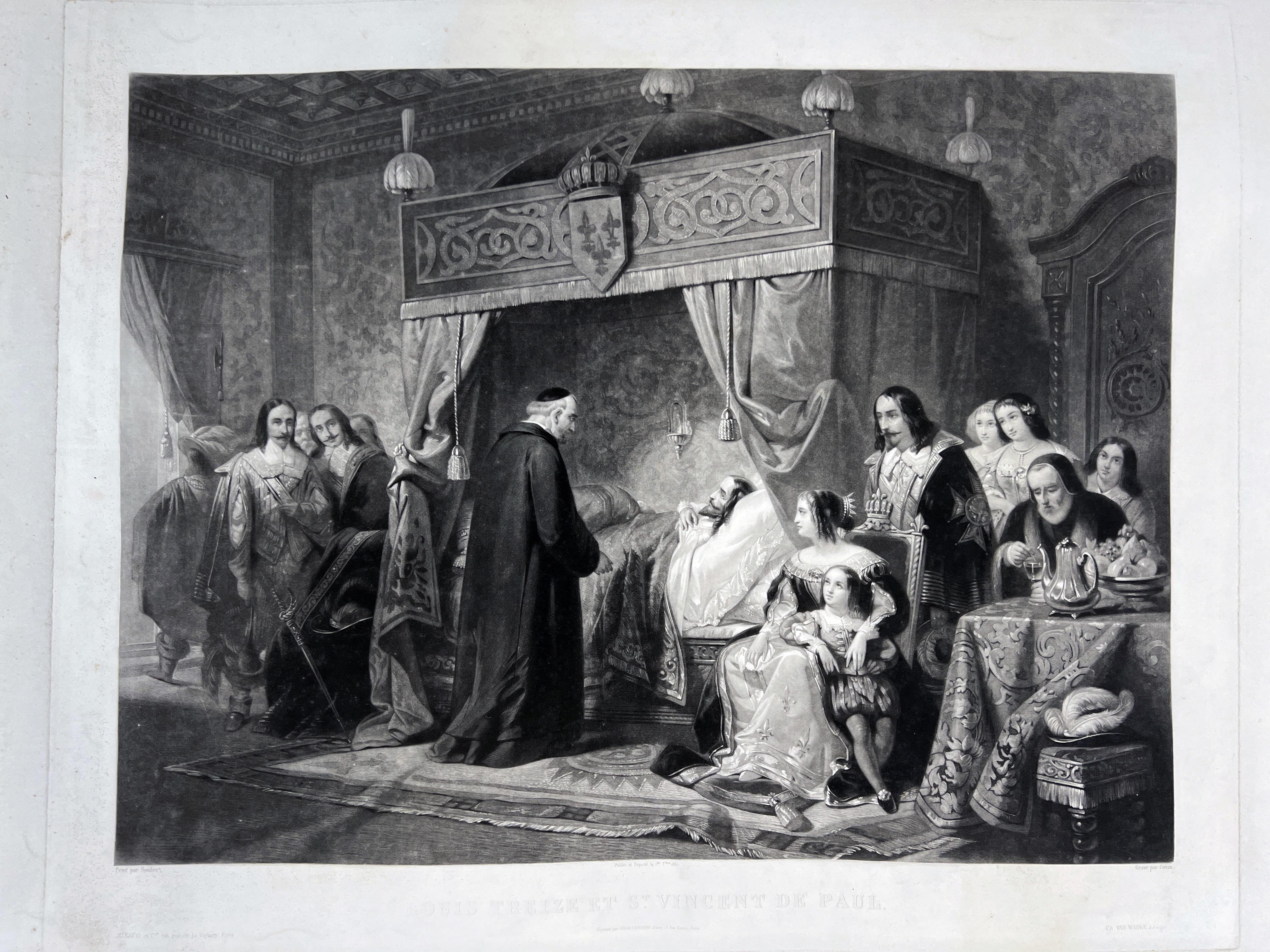
Saint Vincent de Paul assistant Louis XIII mourant, 1861 (Pierre Cottin d'après Charles Soubre ; lithographie ; ; imprimé par Alfred Chardon jeune à Paris).

La diffusion de ses œuvres par la gravure (souvent par la technique de la photogravure rehaussée à l'aquatinte ou lithographiées) contribue à asseoir la notoriété de l'artiste. En effet, « ses œuvres les plus importantes ont été vulgarisées par la gravure, reproduites dans maintes publications artistiques de France, d'Allemagne et d'Angleterre », par exemple Le Banquet des Gueux, La Måle Saint-Martin et Une famille noble devant le Conseil des troubles,, mais aussi les toiles Saint Vincent de Paul assistant Louis XIII mourant, Saint Vincent de Paul fondant l'hospice des enfants trouvés, Saint Charles Borromée pendant la peste et Fénelon distribuant son pain au pauvre, œuvres « gravées et éditées à Paris ».
Les gravures et photographies sont réalisées par divers artistes belges et français comme Charles Baugniet (1814-1886) pour le Portrait de M. Du Vivier en 1859, Edmond Fierlants (1819-1869) pour une reproduction photographique du tableau Le Banquet des Gueux, Émile Tasset (1838-1879) pour les photogravures de l'album édité par la Société Franklin de Liège en 1877, dans lequel figurent plusieurs toiles de Charles Soubre,,, Jean-Baptiste-Alfred Cornilliet (1807-1887) et Pierre Cottin (1823-1886) pour les gravures effectuées en France, entre autres pour le compte de la maison Goupil.

#### Entourage familial

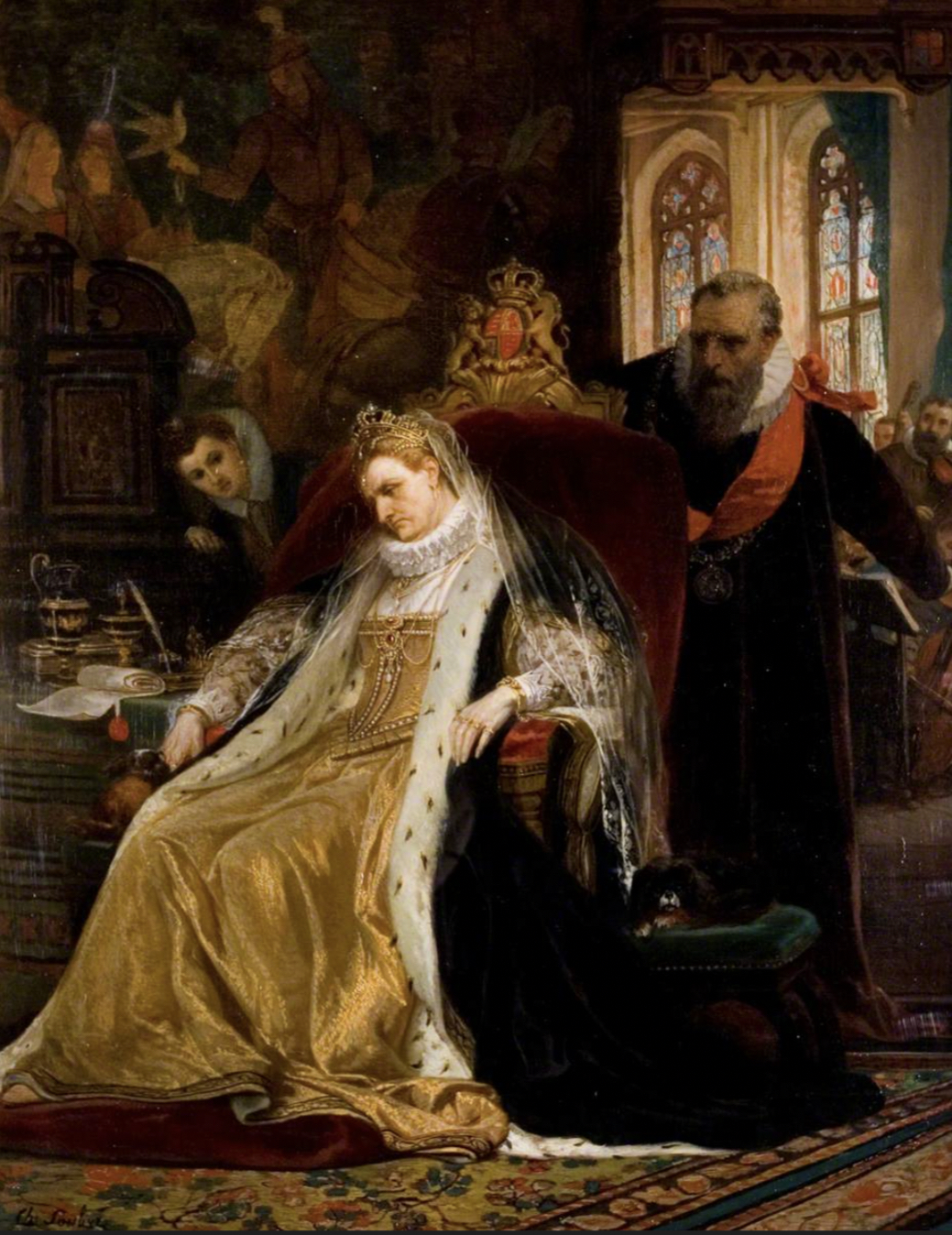
Élisabeth Ire troublée, 1865-1880 (huile sur toile ;), Coventry, Herbert Art Gallery and Museum.

L'épouse de Charles Soubre meurt en décembre 1861,. Ce dernier se remarie le 11 août 1863 avec Marie Christine Wurth, (1828-1908), nièce de sa première épouse, avec qui il a deux autres filles, Madilène Jeanne (dite Madeleine), en mars 1865, et Marguerite Caroline en juin 1869,. Cette dernière décède alors qu'elle est à peine âgée d'un peu plus d'un an,,.
La fille aînée du peintre, Françoise, épouse le 28 décembre 1878 l'ingénieur Albert Battaille, fils de Jean Battaille, ingénieur en Russie, et de Marie Straatman, fille de l'armateur bruxellois Lambert Straatman,,. Le couple a trois enfants.
Le 26 avril 1879, sa seconde fille Eugénie épouse le peintre Émile Delperée (né Daxhelet), qui, quelques années auparavant, a été l'élève de Charles Soubre à l'Académie royale des beaux-arts, et avec qui elle a deux enfants,,,.
Enfin, sa troisième fille Madeleine (1865-1922), peintre de fleurs, expose avec son père au Salon de Gand de 1883 et au Salon de Bruxelles de 1884. Elle participe aussi à plusieurs expositions organisées au Cercle royal des beaux-arts de Liège. En 1898, Madeleine épouse le lieutenant d'artillerie Henri Dupont, qui défend Liège en 1914, en tant que commandant des fortifications de la Meuse,. Ce dernier est fait prisonnier par les Allemands en avril 1915 et détenu en captivité jusqu'à la fin de la guerre à Blankenbourg.

### Dernières années (1889-1895)
Charles Soubre démissionne de ses fonctions d'enseignant le 11 février 1889 et reçoit le titre de professeur honoraire en reconnaissance des services rendus à l'Académie. À cette occasion, l'échevin des Beaux-Arts rend « un éclatant et juste hommage au talent de cet excellent professeur qui a formé tant d'élèves distingués et contribué aux progrès de l'art dans notre ville ». Il est remplacé au poste de professeur de dessin par Adrien de Witte et au poste de professeur de peinture par son gendre, Émile Delperée,. Ses anciens élèves organisent en remerciement une « manifestation Soubre » à l'Académie le 27 juin 1889.
Le peintre meurt inopinément le 29 janvier 1895,, et il est inhumé au cimetière de Robermont à Liège.

## Œuvre

### Style et techniques artistiques
Bien qu'il soit également dessinateur, Charles Soubre est surtout un peintre de sujets historiques, de scènes de genre, de portraits, de paysages et de figures féminines,,,. Dans le catalogue édité en 2001 lors de la macro-exposition Vers la modernité : le XIXe siècle au pays de Liège, la notice biographique de l'artiste pointe qu'il est « marqué par le courant romantique » et celle analysant L'Indonésienne à l'ombrelle remarque qu'avec « ce tableau, dénotant dans sa production, Charles Soubre nous offre un subtil instant d'exotisme ».

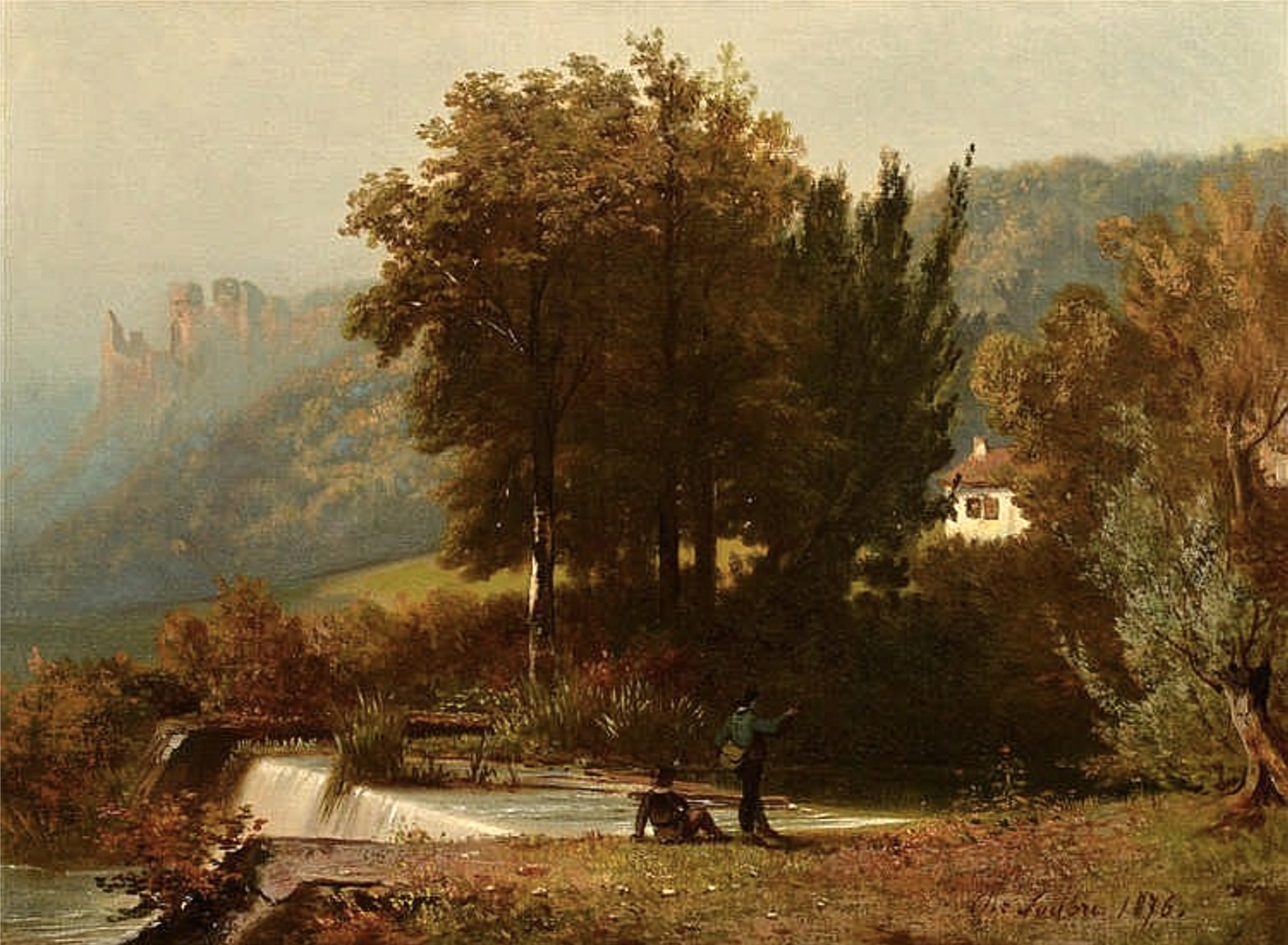
Paysage animé à la cascade, 1876 (huile sur toile ;), collection privée.

En tant que peintre paysagiste, le critique d'art et conservateur de musée Jules Bosmant remarque que Soubre « ne craignait pas de transporter toile et chevalet sur nature » et « avait un goût assez étonnant alors pour les grands formats ». Il ajoute que « ses curiosités d'artiste l'incitèrent à poursuivre assez loin sa chasse au paysage », allant de Grand-Halleux jusqu'au Grand-Duché de Luxembourg, et il considère que Soubre « avait tendance à voir large, et plutôt en décorateur préoccupé de l'effet d'ensemble et de l'équilibre, que de la vérité de l'atmosphère et de milieu ». L'historien de l'art André Marchal partage l'opinion de Jules Bosmant, ajoutant que « Soubre fait état dans ses tableaux d'une évidente recherche d'équilibre de masses, d'une organisation des plans, de synthèse décorative, qualités qui apparaîtront souvent dans les œuvres des paysagistes liégeois ».

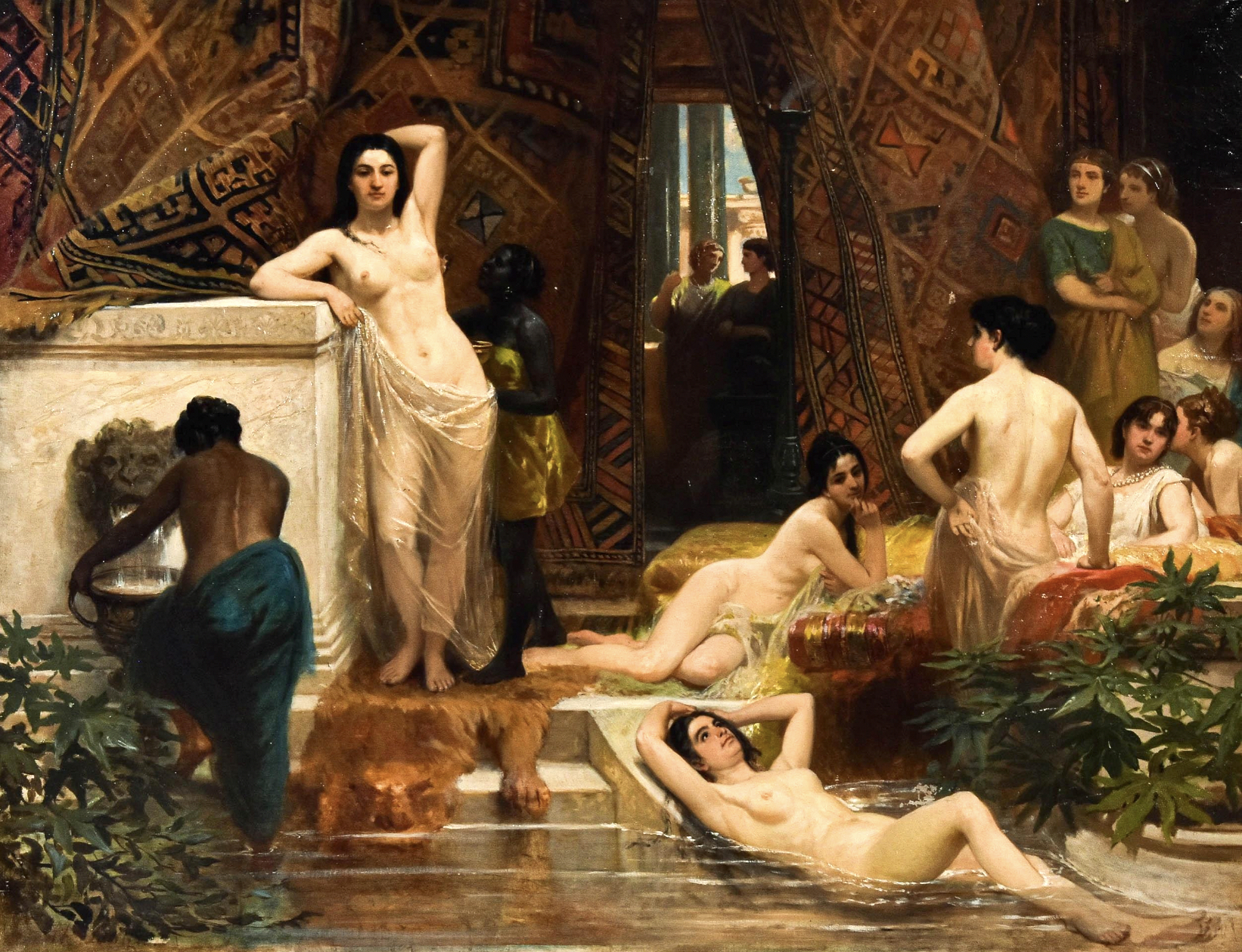
Scène de harem oriental, avant 1895 (huile sur toile ;), collection privée.

Quant aux quelques nus que l'artiste réalise tout à la fin de sa carrière, Bosmant estime qu'ils « étaient forts chastes et bien anodins », offrant néanmoins la particularité d'être situés dans des décors de plein air, où ruisseaux et arbres entourent les figures féminines. Pourtant, vu que le peintre commet l'imprudence d'exposer ces œuvres, « audace suprême dans notre ville provinciale » à la fin du XIXe siècle, il est durement réprimandé par un journal local « sur les devoirs moraux d'un professeur à l'Académie et l'exemple qu'il doit à ses élèves ».
À propos de sa peinture d'histoire, Bosmant souligne qu'il y « apporta un esprit sérieux et des dons de coloriste qui, à cette époque tout au moins, n'étaient pas négligeables » et qu'il « cherche, plus qu'aucun autre de ses confrères, ses sources d'inspiration dans l'histoire locale, voire dans les légendes du terroir ». Bosmant cite comme œuvres caractéristiques de cette production de l'artiste : Henri de Dinant, tribun liégeois partant pour l'exil (1848), la Mort d'Henri IV, empereur d'Allemagne (1850), le Supplice de Pierre de Bex, ancien Bourgmestre de Liège (1867), Une famille noble devant le Conseil des troubles (1873), Le Départ des volontaires liégeois pour Bruxelles sous la conduite de Charles Rogier (1878) et La Légende du châtelain de Saive. L'historien de l'art David Bronze, quant à lui, considère que Charles Soubre et son gendre Émile Delperée « perpétuent comme ils le peuvent la tradition de la peinture d'histoire à Liège ».
L'artiste a aussi réalisé quelques travaux de décoration au cours de sa carrière, dont une série de huit peintures murales effectuée vers 1860 dans la salle Edmond Hustinx du théâtre du Vrijthof à Maastricht et qui personnifie les quatre saisons et les quatre éléments : le feu, l'eau, l'air et la terre,,.

### Mort d'Henri IV, empereur d'Allemagne(1850)

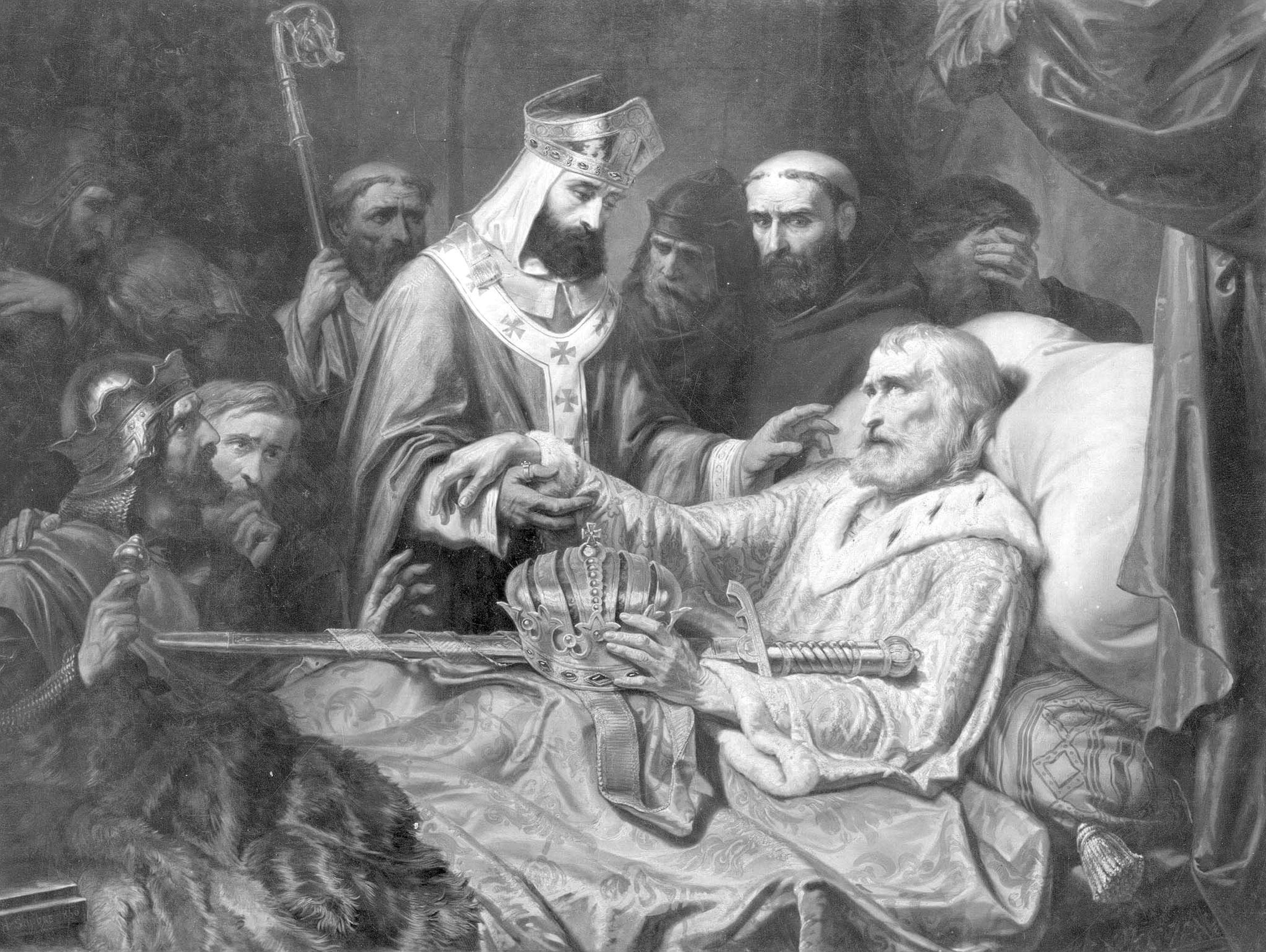
Mort d'Henri IV, empereur d'Allemagne, 1850 (huile sur toile ; ; photographie de 1955 du KIK-IRPA), Liège, La Boverie.

Le tableau est une commande de la ville de Liège,. Il est « l'occasion d'un réel succès » pour l'artiste lors de son exposition au Salon de Liège en 1850. L'œuvre dépeint les derniers instants d'Henri IV, empereur du Saint-Empire romain germanique, qui décède à Liège le 7 août 1106.
Le catalogue du musée des Beaux-Arts édité par l'imprimerie Bénard en 1926 décrit la scène représentée par Charles Soubre :

« Henri IV, frappé d'anathème, dépouillé, trahi par son fils, chassé de son pays, vint se réfugier à Liège en 1106. Épuisé par de longues souffrances, entouré des rares amis qui lui étaient restés fidèles, il mourut, pardonnant à son fils, et remit en mains d'Otbert, évêque de Liège, les seuls insignes impériaux qu'il avait pu emporter dans sa fuite : un anneau, une épée, une couronne. »

Ce même catalogue pointe que la maison dans laquelle mourut Henri IV est située rue Féronstrée et porte l'inscription « Ci est mort Henry IV ».

### Victor Pisani(1866)

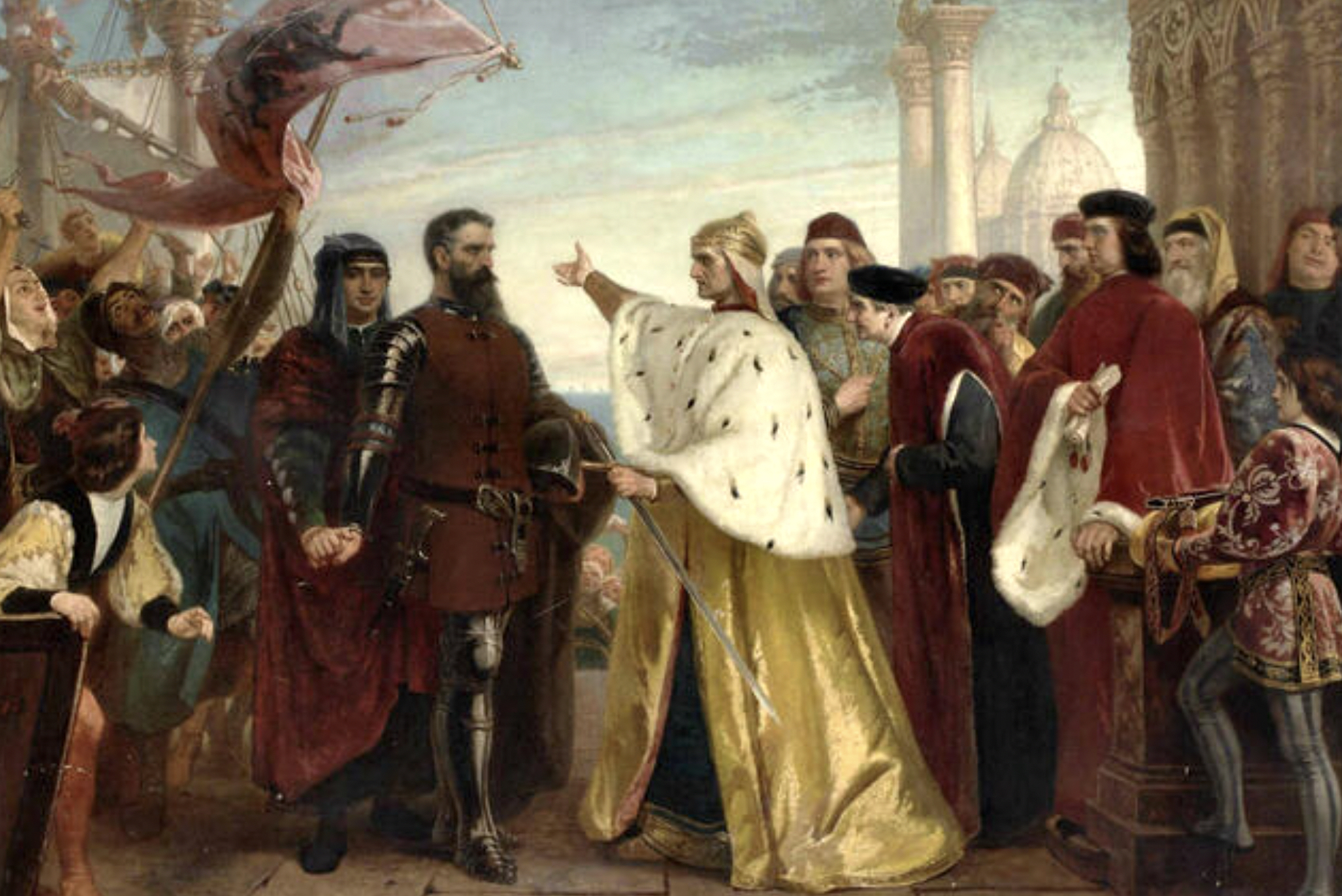
Victor Pisani, 1866 (huile sur toile ;), collection privée.

L'œuvre est exposée au Salon de Bruxelles de 1866 et permet au peintre d'y obtenir l'une des onze médailles d'or,.
Le catalogue de l'exposition, reprenant un extrait de l'Histoire de la république de Venise rédigé par Pierre Daru, détaille l'épisode de l'histoire de la Sérénissime que l'artiste représente. Au XIVe siècle, l'amiral de la flotte vénitienne, Victor Pisani, remporte plusieurs victoires contre les Génois et leur alliés au début de la guerre de Chioggia mais un « premier revers le fait tomber en disgrâce » et il est jeté en prison. Les Génois poussent leur avantage et bientôt « menacent leur rivale jusque dans ses lagunes ». Face au péril imminent, les Vénitiens exigent la libération de l'amiral et le Conseil des Dix lui rend le commandement de la flotte. Pisani « reprend son épée en jurant d'oublier, pour le salut de la patrie, l'injustice dont il a été victime ».
Le Journal des beaux-arts affirme dans sa critique du 30 septembre 1866, reproduite ci-dessous, que la toile « fait honneur au savant professeur de Liège » :

« Un des plus beaux épisodes de l'histoire de Venise a inspiré à M. Soubre une belle composition. Pisani oubliant l'injustice de ses compatriotes pour sauver sa patrie, est un sujet digne de l'artiste dont nous nous occupons. L'amiral est bien campé ; le geste par lequel il serre, ou plutôt étreint, la main d'un fidèle ami placé derrière lui, est très heureux. Les sénateurs vénitiens sont ce qu'ils doivent être, fiers toujours, même dans leur humilité forcée. Tout, dans la figure de l'amiral, fait comprendre que le sentiment qui l'anime prend sa source dans les inspirations les plus élevées de l'amour de la patrie. »

### Fière humilité(1871)
Le tableau est exposé au Salon de Gand de 1871 puis à l'Exposition internationale de 1872 de Londres. Il convient de noter qu'une toile évoquant le même épisode de la Divine Comédie et intitulée Provenzano Salvini mendiant la rançon de son ami apparaît dans le catalogue du Salon de Bruxelles de 1863. Il ne peut être établi avec certitude si Fière humilité de 1871 est la même toile déjà exposée en 1863 ou s'il s'agit d'une seconde version de la toile de 1863 réalisée postérieurement par l'artiste, comme il l'a fait par exemple pour le Réveil de Montaigne (1851 et 1862) et Le Banquet des Gueux (1869 et 1876).
Les catalogues des Salon de Bruxelles de 1863 et Salon de Gand de 1871 décrivent l'épisode du Chant XI du Purgatoire dont l'artiste s'inspire : « Un des plus illustres citoyens de Sienne, Provenzano Salvani, l'un des chefs du parti gibelin, avait à cœur de racheter un de ses amis que Charles d'Anjou tenait en captivité et menaçait de faire mourir si l'on ne payait dix mille florins pour sa rançon. La somme était considérable. Provenzano n'était pas assez riche pour la donner. Il dompta sa fierté. Il alla déployer un tapis sur la grande place de Sienne, et demanda humblement l'aumône au passant pour le rachat de son ami. »

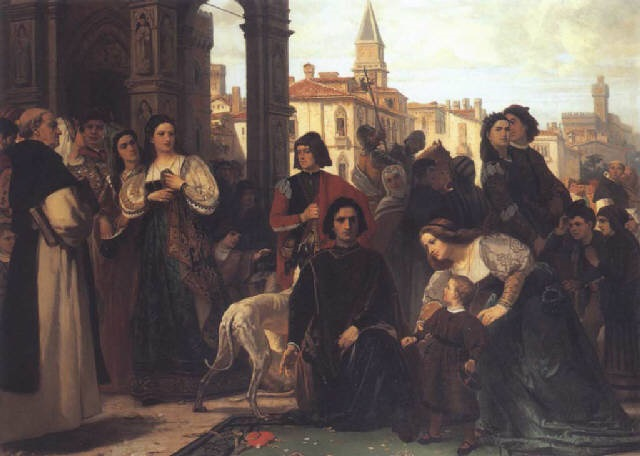
Fière humilité, 1871 (huile sur toile ;), collection privée.

Un article du 13 juillet 1863 du journal La Meuse détaille davantage la composition, en commençant par le personnage principal du tableau :

« Au premier plan du tableau le noble Salvani, personnage principal, est agenouillé devant le tapis étendu pour recevoir les dons des passants et spectateurs, dont une femme penchée vers le personnage principal et tenant la main d'un enfant. On comprend, en lisant sur les traits de cet homme la noblesse des sentiments qui l'animent, que ce n'est pas là un mendiant ordinaire, mais un grand seigneur, qui consent à humilier son orgueil pour sauver un ami malheureux. La tête est énergique et empreinte d'un cachet aristocratique rare. La pose et le geste sont, bien appropriés à la situation et la richesse sévère du costume de Salvani, aussi bien que son grand air, ne laissent aucun doute sur le rang de cet homme humblement agenouillé. »

 L'article évoque également les personnages qui entourent Salvini, notant que « les différentes physionomies […] sont heureusement exprimées », par exemple à sa droite où « un bourgeois enrichi et égoïste sourit d'une action qu'il ne peut comprendre » ou à sa gauche où « une jeune femme indignée le regarde avec mépris et détache d'une façon significative son bracelet, qu'elle va joindre aux bijoux qui gisent déjà sur le tapis ». « La tête de la jeune fille appuyée sur l'épaule de cette femme, exprime une naïve compassion ».
Au premier plan à droite, « un enfant du peuple, que sa mère engage à s'avancer vers le noble agenouillé, hésite à lui donner la pièce de monnaie qu'il tient entre ses doigts, intimidé qu'il est par la grande mine de ce mendiant extraordinaire ». Un lévrier « semble s'inquiéter de l'action de l'enfant qui s'avance vers son maître et prendre beaucoup plus d'intérêt à ce qui se passe autour de lui que le jeune page de Salvani, ennuyé de la corvée qu'il subit ». Au premier plan à gauche, « un moine bénédictin, étonné du spectacle étrange qu'il a sous les yeux, se retourne […] tout en continuant son chemin ». Au fond du tableau, « un groupe de bourgeois causent de cet événement inattendu en exprimant les sentiments les plus divers » et « passent deux cavaliers, dont l'un se retourne avec curiosité, tandis que l'autre reste indifférent à la scène ».

### Une famille noble devant le Conseil des troubles(1873)

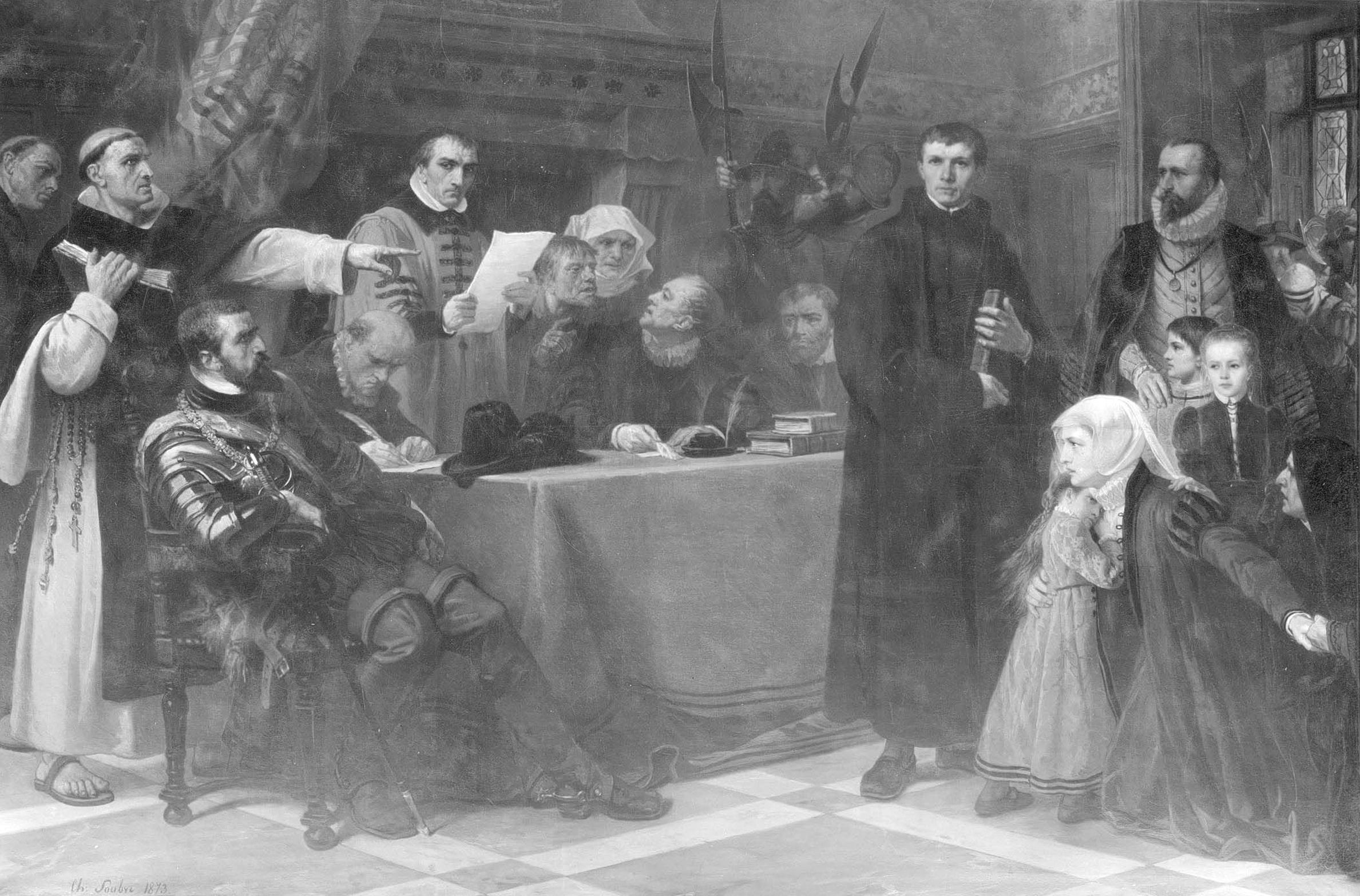
Une famille noble devant le Conseil des troubles, 1873 (huile sur toile ; ; photographie de 1959 du KIK-IRPA), Liège, La Boverie.

La toile est présentée par l'artiste à l'Exposition universelle de 1873 à Vienne et à l'Exposition internationale de 1874 de Londres avant d'être acquise en 1875 par la ville de Liège,. Le tableau est popularisé par des reproductions réalisées via des procédés de gravure sur bois et de photogravure,,.
La toile dépeint l'un des épisodes du susnommé Conseil des troubles, le tribunal d'exception mis en place par le duc d'Albe afin de réprimer les troubles qui surviennent aux Pays-Bas à partir de 1566 avec la révolte des Gueux et la crise iconoclaste. Il est aussi connu sous le nom de Conseil du sang (Bloedraad), en raison des nombreuses exécutions qui en résultent : 12 302 noms de victimes bannies ou exécutées par le Conseil des troubles entre 1567 et 1573 sont listés dans une étude publiée par l'Académie Royale de Belgique en 1961,.
Jules Bosmant considère que le tableau est « d'une portée historique assez large pour se situer uniquement dans le temps » et qu'y est représenté « un moment de notre civilisation occidentale, plutôt qu'un épisode particulier à la vie d'une nation ». Il poursuit son analyse, remarquant que la « composition très sobre, où les gestes sont rares et mesurés, où l'effet théâtral est nul, ne manque pas de grandeur ». Enfin, il estime que « ce ne sont pas des hommes gesticulant et disputant qui s'affrontent, mais plutôt des consciences, des idéaux, des façons différentes d'envisager la vie, la mort et les grands devoirs qu'elles nous dictent ».

### La Måle Saint-Martin(1876)

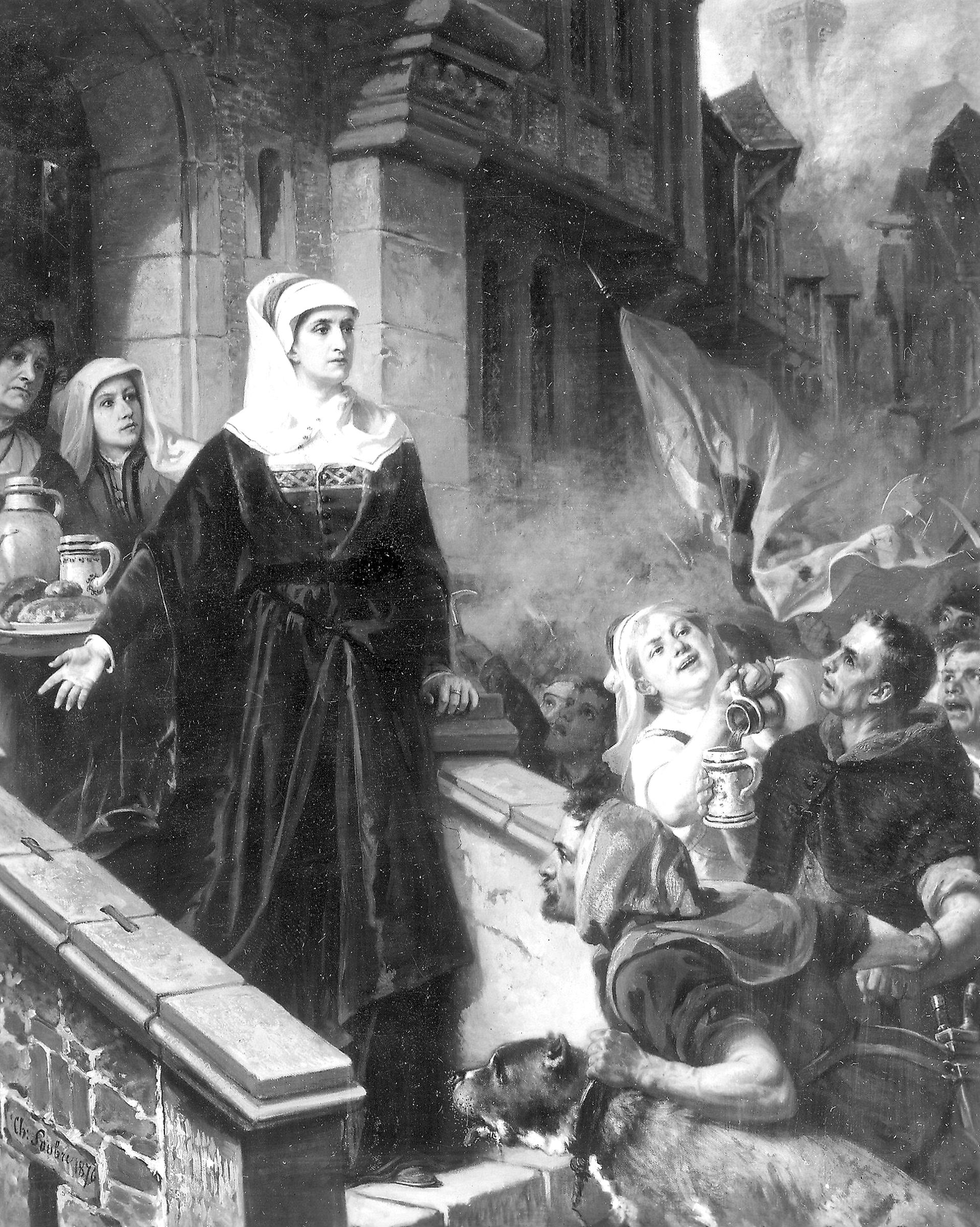
La Måle Saint-Martin, 1876 (huile sur toile ; ; photographie de 1954 du KIK-IRPA), Bruxelles, Collection royale.

Le tableau, qui fait partie de la Collection royale belge,, est envoyé par le peintre à l'Exposition universelle de 1876 à Philadelphie puis au Salon de Gand en 1877. Le catalogue de cette dernière exposition décrit le moment du conflit de la måle Saint-Martin, qui a lieu au XIVe siècle, dépeint par l'artiste :

« Les métiers, apprenant que beaucoup de nobles s'étaient cachés dans les maisons voisines de St. Hubert, les envahirent et massacrèrent impitoyablement tous ceux qu'ils y découvrirent. Une femme opulente, Marie de Fooz, parvint cependant à sauver 150 conjurés cachés dans sa maison. Elle eut la présence d'esprit, tandis que le peuple fouillait toutes les habitations voisines, de faire ouvrir les portes de la sienne ; elle vint elle-même féliciter les bourgeois, et les engager à prendre chez elle tout ce dont ils pourraient avoir besoin, après un combat de si longue durée. On applaudit à ce dévouement, et la maison ne fut pas même visitée. »

### Le Départ des volontaires liégeois pour Bruxelles sous la conduite de Charles Rogier(1878)
La toile, exposée comme Le 4 septembre 1830 au Salon de Bruxelles de 1878 puis au Salon de Liège en 1879, entre dans les collections publiques liégeoises en 1887 grâce à un don de Mme Dumont-Lamarche.
La révolution belge de 1830, qui marque la naissance d'un nouvel État, annonce une « quête identitaire fondée sur l'appartenance nationale » qui va générer la création de nombreuses scènes historiques exaltant le sentiment national. Le tableau s'inscrit dans ce mouvement, et se centre particulièrement sur la figure de Charles Rogier, « un acteur liégeois essentiel de la révolution, qui lutta tant sur le plan politique que militaire pour asseoir les fondements du nouvel État belge ».
L'œuvre représente la soirée du 4 septembre 1830 lorsque Charles Rogier « rassemble un groupe de volontaires liégeois dans la cour du Palais des princes-évêques pour se rendre dans la future capitale belge et prêter main-forte à l'insurrection bruxelloise ». On y voit le « cavalier meneur brandissant l'étendard aux couleurs liégeoises (rouge et jaune) sur lequel figure l'inscription "Vaincre ou mourir pour Bruxelles" ». Dans la foule, on observe des personnages de toute sorte, « des notables comme des personnages populaires tels que des botteresses ou de jeunes gavroches ». Derrière Rogier, de nombreux hommes armés se mettent en marche et, en avant-plan, « un jeune homme est en tête de cortège et bat le tambour d'infanterie ».
En 2016, le conservateur du musée de La Boverie Grégory Desauvage observe que le peintre « donne à la scène un réalisme étonnant » et que « les visages et les lieux sont rendus avec grande précision et ajoutent à l'intensité du moment », qualités déjà mises en avant par les historiens de l'art Fanny Dominique et Bruno Quantin en 2001. Il note que le musée royal de l'Armée et de l'Histoire militaire possède du même artiste un tableau de 1880 qui dépeint la fin de ce voyage amorcé à Liège, L'Arrivée de Charles Rogier et des volontaires liégeois à Bruxelles. Ce dernier présente « une composition en frise et un format allongé » qui sont typiques des représentations du « triomphe militaire ». Fanny Dominique et Bruno Quantin observent également que « la facture se fait lisse et détaillée ou au contraire plus libre, suivant qu'il s'agit de dépeindre des éléments essentiels ou secondaires de la scène ».

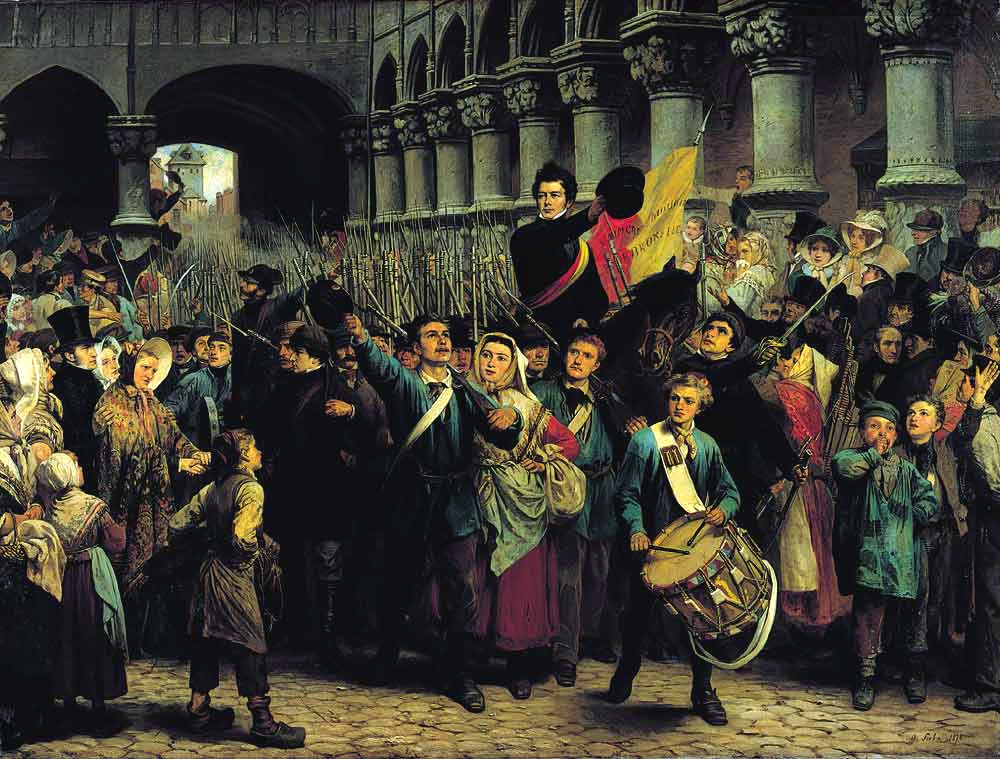
Le Départ des volontaires liégeois pour Bruxelles sous la conduite de Charles Rogier, 1878 (huile sur toile ; Inv. La Boverie no BA.WAL.05b.1887.3109 ; 220 × 285 cm), Liège, La Boverie.
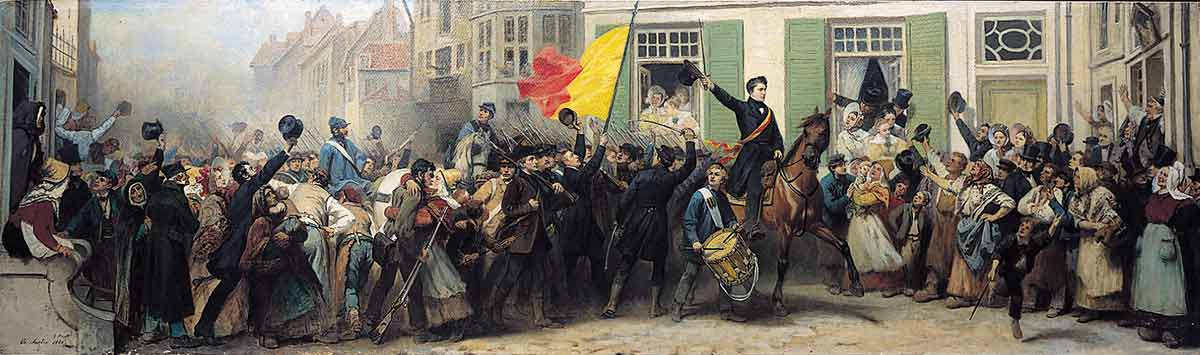
L'Arrivée de Charles Rogier et des volontaires liégeois à Bruxelles, 1880 (huile sur toile ; 86 × 293 cm), Bruxelles, musée royal de l'Armée et de l'Histoire militaire.

### Catalogue et musées
Des œuvres de Charles Soubre sont présentes dans les collections de La Boverie,, du musée de la Vie wallonne, du musée royal de l'Armée et de l'Histoire militaire, du Herbert Art Gallery and Museum, mais aussi dans la Collection royale belge et de nombreuses collections privées,.

### Réception critique
Du vivant de l'artiste, ses œuvres sont habituellement bien reçues par la critique et le public,,. L'artiste centre sa production sur des compositions historiques qui, dès la fin de sa carrière, sont en train de passer de mode rapidement. Cette évolution est déjà mentionnée dans la rubrique nécrologique que le journal La Meuse dédie à l'artiste en 1895 :

« Ce qui caractérisait le talent très réel et tout sympathique de Charles Soubre, c'était le tact exquis du sentiment, l'harmonie touchante entre l'idée et l'interprétation, une harmonie douce, mélodieuse, attirante… Rien de violent ni de brutal n'échappait à ce pinceau caressant, enveloppant le sujet d'une main émue, passionnée et discrète… Soubre était doué d'un vrai tempérament d'artiste et il excellait dans la traduction sentimentale des petits drames de psychologie familière. Il incarnait merveilleusement, sous ce rapport, un art délicat, incontestablement tombé de nos jours en désuétude, mais dont il est permis de regretter la disparition. »

En 1995, la licenciée en histoire et conservatrice honoraire du musée de l'Art wallon Micheline Josse abonde dans le même sens remarquant que, « bien dans l'esprit de son temps, ses compositions qui ne manquent pas de grandeur étaient fort prisées », même si « actuellement elles sont souvent jugées trop théâtrales ». Pour sa part, David Bronze considère en 2001 que les compositions historiques de l'artiste « témoignent d'indéniables qualités de peintre » mais « demeurent très conventionnelles ».
Par contre, la recherche d'équilibre, d'organisation et de synthèse présente dans la peinture de paysage pleinairiste que réalise Charles Soubre est considérée positivement bien après sa mort,. L'activité de portraitiste du peintre est aussi brièvement mentionnée par David Bronze qui estime qu'il s'y révèle « bien meilleur » et y montre de « réelles dispositions ».

### Galerie

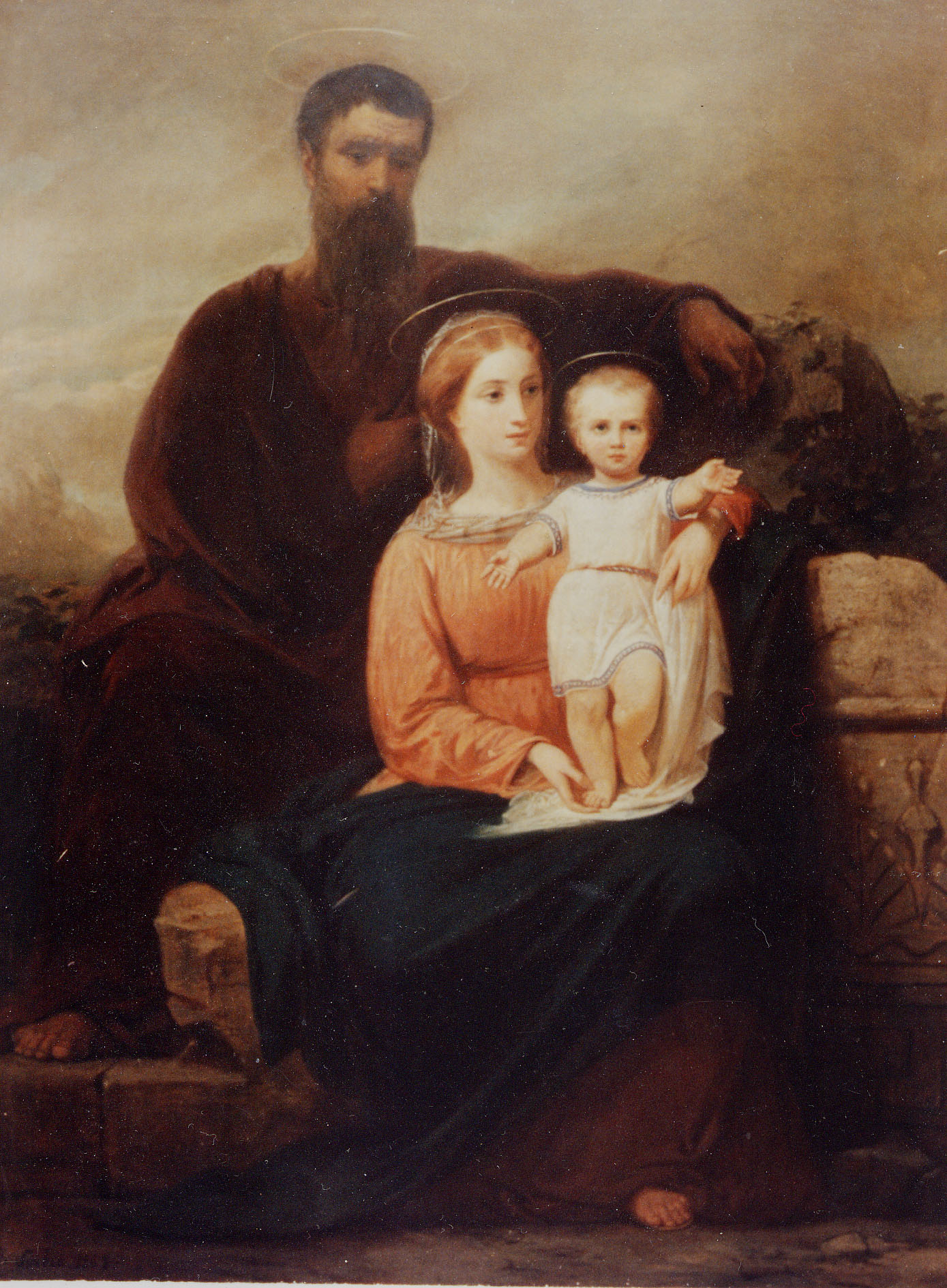
La Sainte Famille, 1862 (huile sur toile ; 200 × 155 cm), Amercœur, chapelle du couvent des sœurs de l'Espérance.
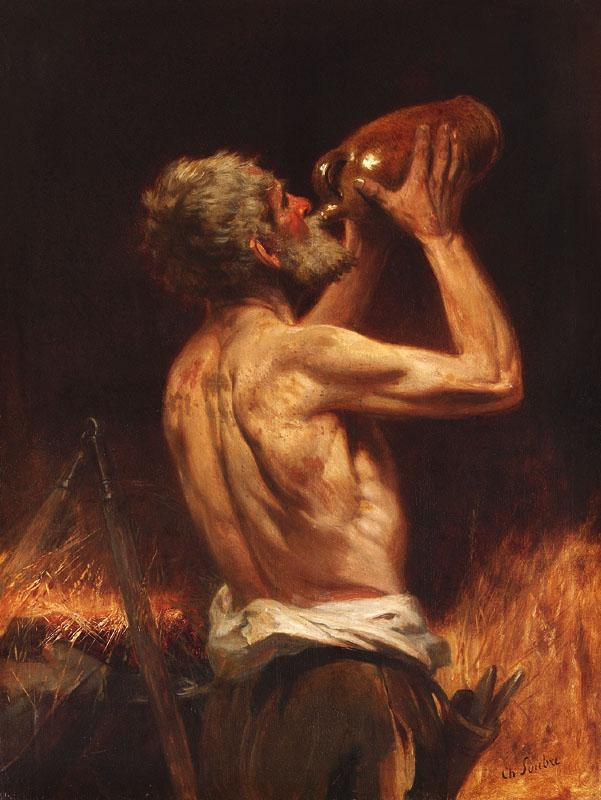
Le Faucheur assoiffé, avant 1895 (huile sur toile ; 115 × 88 cm), collection privée.
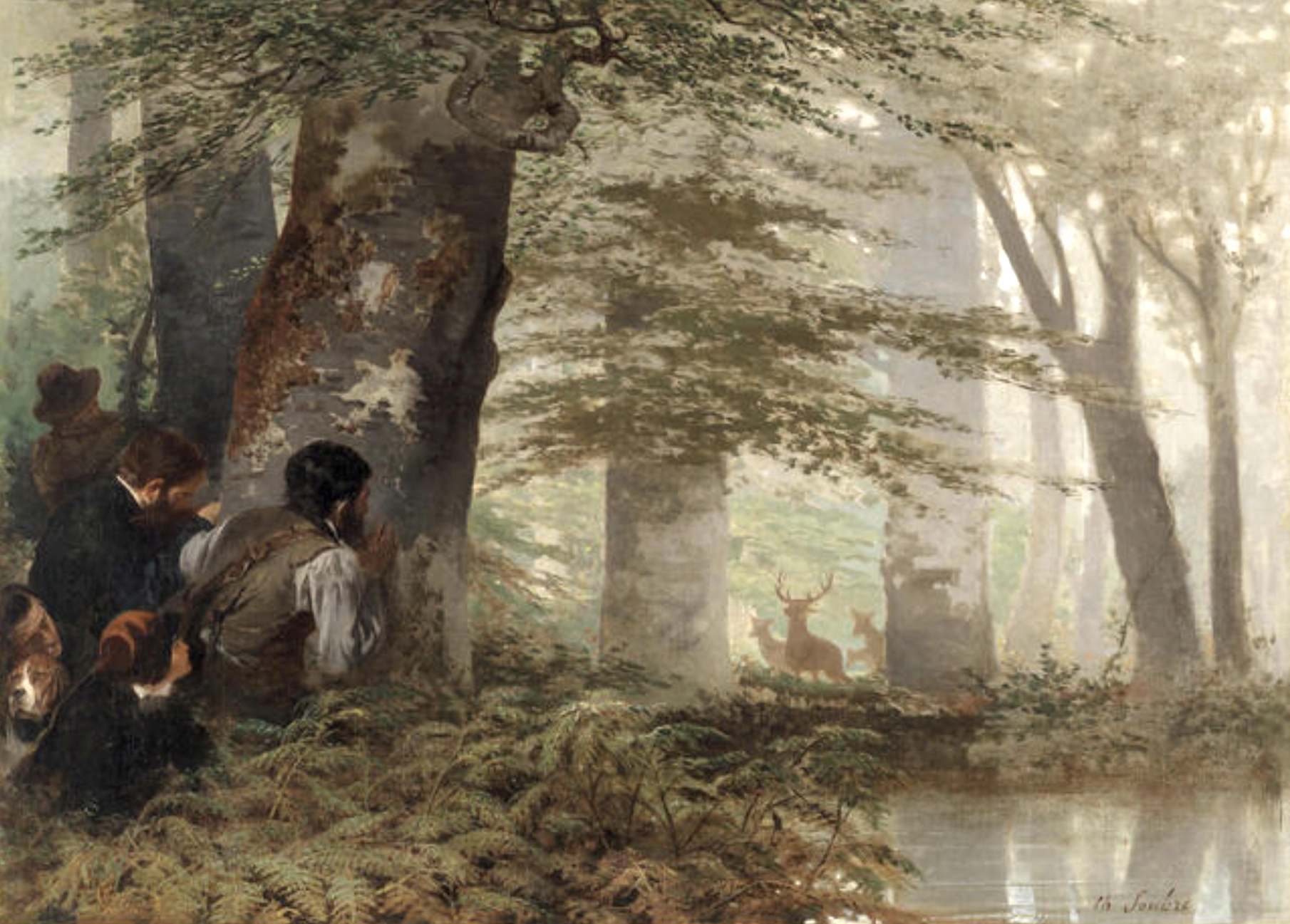
Braconniers, avant 1895 (huile sur toile ; 58 × 76 cm), collection privée.
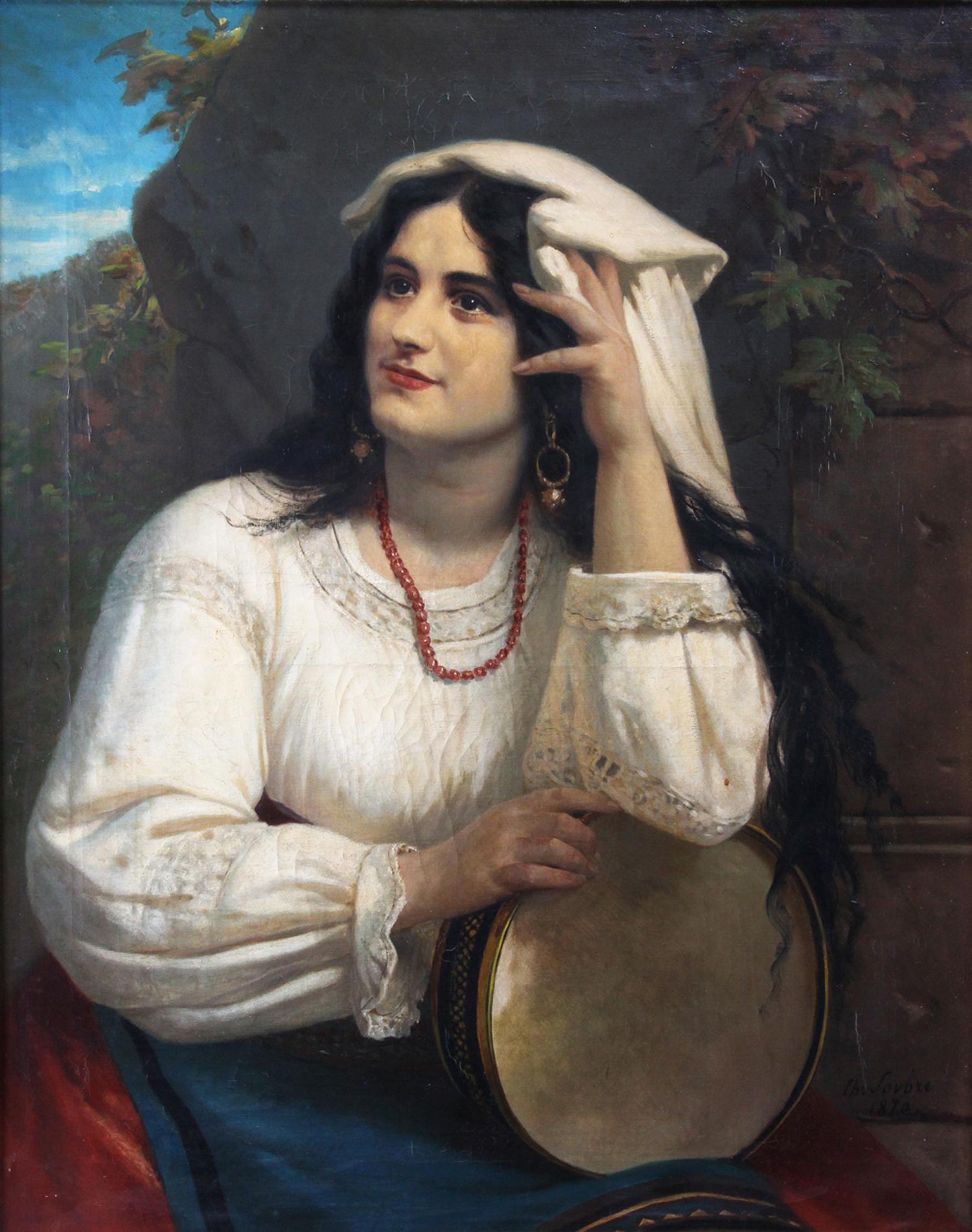
Femme au tambourin, 1870 (huile sur toile ; 88 × 70 cm), collection privée.
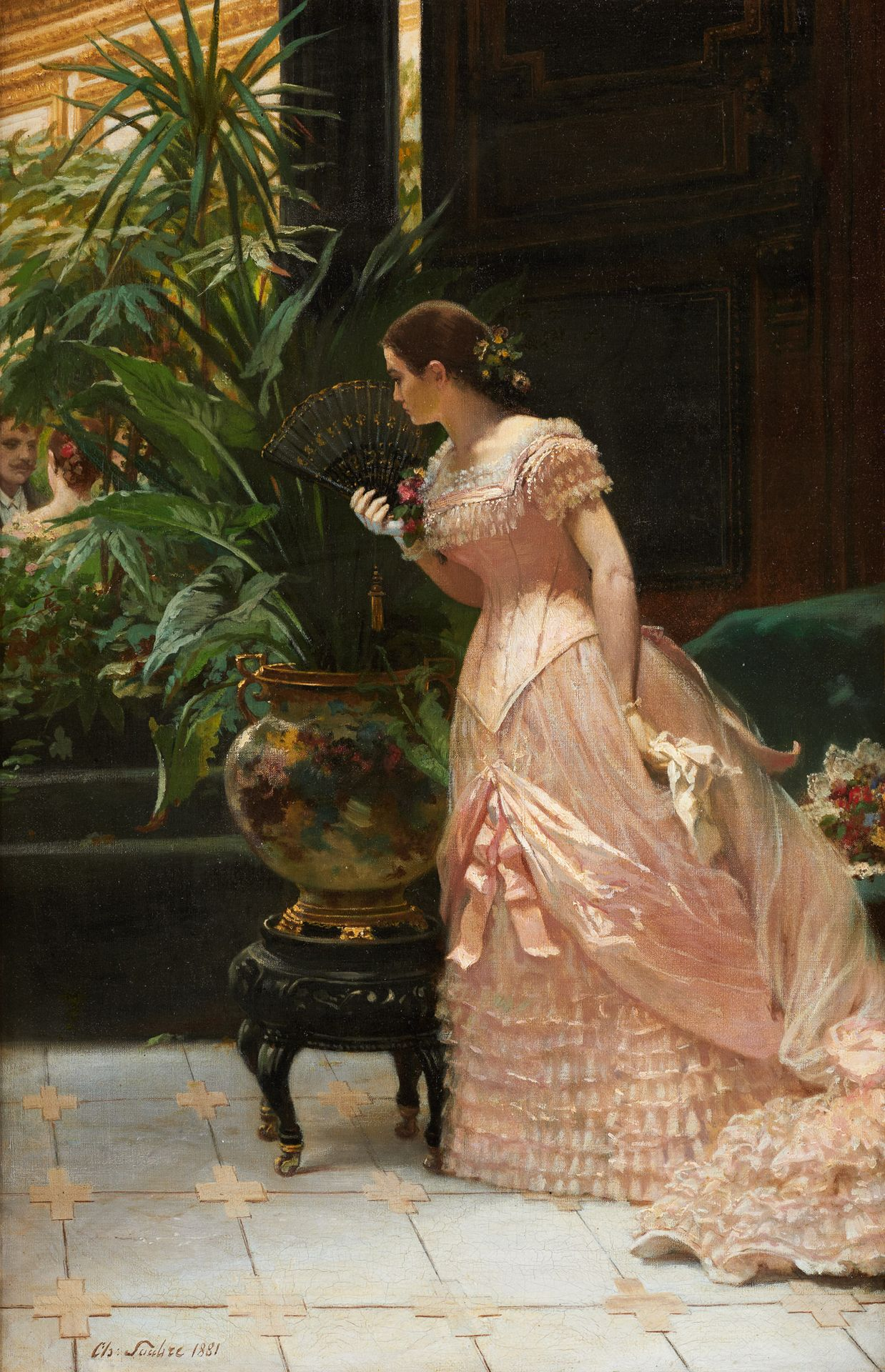
L'Indiscrète, 1881 (huile sur toile ; 69 × 45 cm), collection privée.

## Le professeur et ses élèves

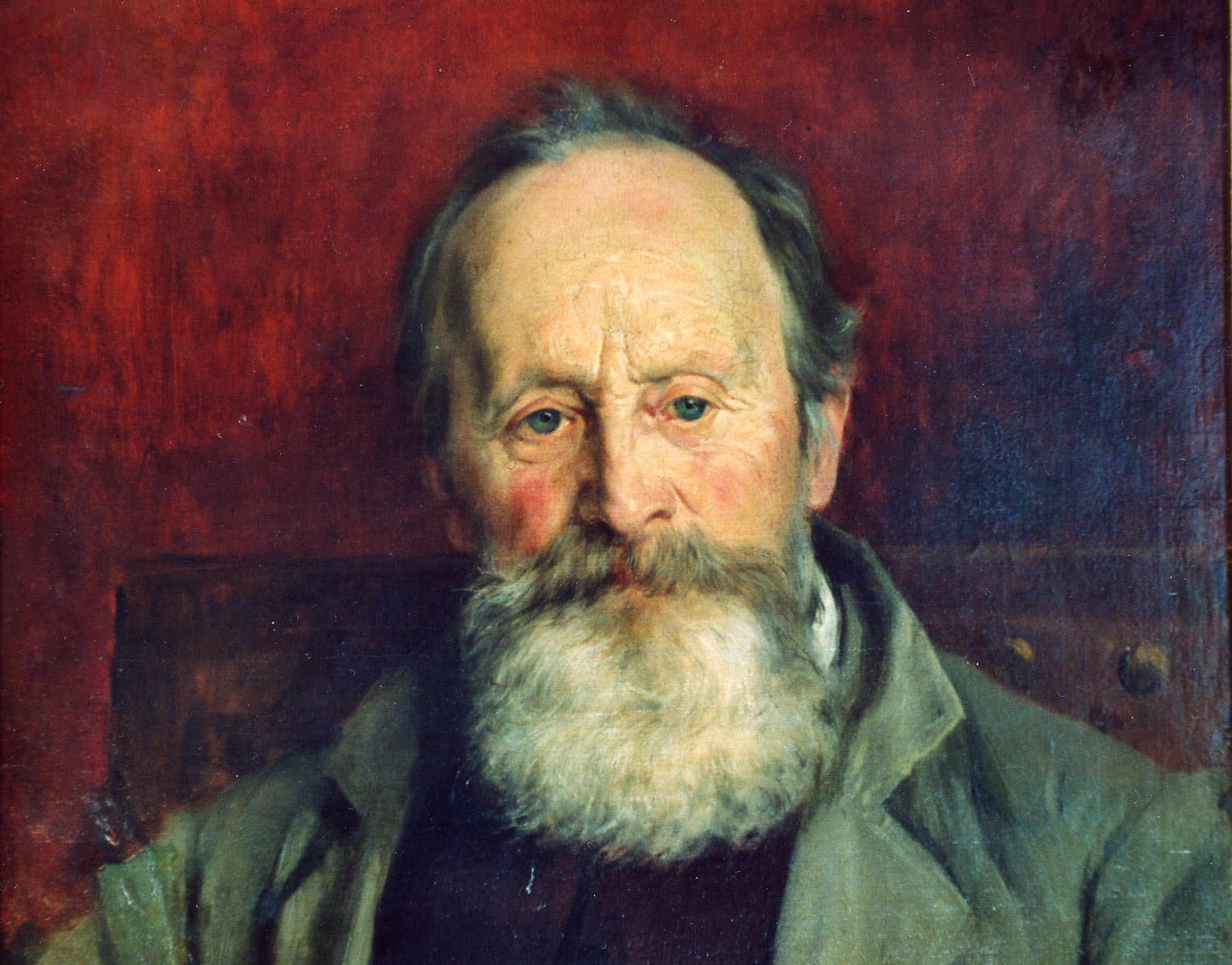
Émile Delperée, Portrait de Charles Soubre, vers 1890.

Lors de la « manifestation Soubre » organisée à l'Académie le 27 juin 1889 par ses anciens élèves pour fêter sa « mise à la retraite »,, ces derniers lui remettent un album commémoratif de 42 dessins en ces termes :

« Cher professeur, vos anciens élèves de l'Académie de Beaux-Arts viennent, à l'occasion de votre nomination à l'éméritat, vous exprimer leurs vifs remerciements pour le dévouement que vous n'avez cessé de leur témoigner. Une carrière de 36 ans de professorat aussi dignement remplie que la vôtre pourrait-elle seule faire votre gloire, si celle de l'artiste était moins brillante ? Mais, l'une et l'autre ont été couronnées : le Roi possède une de vos œuvres et vous a décoré, les jurys d'Expositions vous ont décerné les plus grandes distinctions ; le corps professoral de l'Académie des Beaux-Arts vous a offert un banquet ; vos élèves viennent de cœur vous prier d'accepter cet album de dessins comme faible gage de reconnaissance. »

### Élèves notables
- Émile Berchmans (1867-1947)[131]
- Oscar Berchmans (1869-1950)[131]
- Émile Delperée (1850-1896)[131],[132],[133]
- Adrien de Witte (1850-1935)[134]
- Edgar D'Hont (1861-1941)[135]
- Auguste Donnay (1862-1921)[131]
- François Maréchal (1861-1945)[136]
- Ernest Marneffe (1866-1920)[92]
- Alphonse Mataive (1856-1946)[131],[137]
- Léon Philippet (1843-1906)[138],[139]

## Expositions

### Expositions réalisées du vivant de l'artiste
- 1839 : Salon de Bruxelles, du 1er septembre au 1er novembre, anciens appartements du palais de Charles de Lorraine, Bruxelles (Soubre y expose Chemin creux aux environs de Liège)[14].
- 1840 : Salon d'Anvers, du 1er août au 15 septembre, rue Vénus, Anvers (le peintre y expose Vue des bords de l'Aîne dans les Ardennes)[15].
- 1842 : Salon de Bruxelles, du 22 août au 6 novembre, anciens appartements du palais de Charles de Lorraine, Bruxelles (l'artiste y expose Paysage ; souvenir des Ardennes)[16].
- 1844 : XIXe salon triennal - Salon de Gand, du 30 juin au 12 août, palais de justice, Gand (le peintre y expose Le Retour de la Palestine)[17].
- 1845 : Salon de Bruxelles, du 15 août au 6 octobre, anciens appartements du palais de Charles de Lorraine, Bruxelles (l'artiste y expose Le Retour de la Palestine)[18].
- 1846 : Salon d'Anvers, du 1er août au 15 septembre, rue Vénus, Anvers (il y expose Vue prise dans la vallée de Lauterbrunnen, canton de Berne)[140].
- 1848 : Salon de Bruxelles, du 15 août au 2 octobre, anciens appartements du palais de Charles de Lorraine, Bruxelles (l'artiste y expose Henri de Dinant, tribun liégeois partant pour l'exil)[22],[141].
- 1850 : Salon de l'Association pour l'encouragement des beaux-arts, mai-juin, Société d'Émulation, Liège (l'artiste y expose Mort d'Henri IV, empereur d'Allemagne)[7].
- 1851 : Salon de Bruxelles, du 15 août au 31 octobre, anciens appartements du palais de Charles de Lorraine, Bruxelles (Soubre y expose Le Réveil de Montaigne)[24].
- 1852 : Salon d'Anvers, du 8 août au 19 septembre, rue Vénus, Anvers (le peintre y expose à nouveau Le Réveil de Montaigne)[25].
- 1854 : Salon de Bruxelles, du 6 août au 1er novembre, cour du palais de Charles de Lorraine, Bruxelles (l'artiste y expose La Dernière Barque de foin)[28].
- 1855 : Salon d'Anvers, du 12 août au 30 septembre, rue Vénus, Anvers (le peintre y expose Angélique et le cheval enchanté, basé sur le poème Orlando furioso)[46].
- 1857 : Salon de Bruxelles, du 1er septembre au 15 novembre, cour du palais de Charles de Lorraine, Bruxelles (Soubre y expose un tableau inspiré d'un conte des Mille et Une Nuits, le Songe d'un chef arabe, conduit par les filles de la mer à la conquête de île Bleue)[47],[48].
- 1858 : Salon de l'Association pour l'encouragement des beaux-arts, Liège[8].
- 1860 : Salon de l'Association pour l'encouragement des beaux-arts, mai-juin, Liège (le peintre y expose La Folie d'Ophélia)[8],[142] ; Salon de Bruxelles, du 18 août au 1er novembre, palais des Académies, Bruxelles (il y expose La Folie d'Ophélia)[49],[50].
- 1861 : Salon de peinture et de sculpture, Paris (il y expose Songe d’un chef arabe, conduit par les filles de la mer à la conquête de l’île Bleue)[143].
- 1862 : Salon de l'Association pour l'encouragement des beaux-arts, mai-juin, Société d'Émulation, Liège (l'artiste y expose une seconde version, plus petite, de son tableau Le Réveil de Montaigne)[26].
- 1863 : Salon de peinture et de sculpture, Paris (il y expose Saint Vincent de Paul assistant Louis XIII mourant et Saint Vincent de Paul au milieu des filles de la charité)[144],[145],[146] ; Salon de Bruxelles, du 3 août au 15 octobre, place du Trône, Bruxelles (le peintre y expose Provenzano Salvini mendiant la rançon de son ami)[108],[147].
- 1864 : Salon de l'Association pour l'encouragement des beaux-arts, avril-mai, Société d'Émulation, Liège (l'artiste y expose Braconniers ardennais dans la forêt de St-Jean)[148] ; Salon d'Anvers, du 7 août au 2 octobre, rue Vénus, Anvers (il y expose Braconniers ardennais dans la forêt de St-Jean)[149],[150].
- 1865 : XXVIe Exposition nationale et triennale - Salon de Gand, du 15 août à septembre, palais de l'université, Gand (l'artiste y expose L'Horreur de l'eau froide)[151],[152].
- 1866 : Salon de Bruxelles, du 9 août au 21 octobre, place du Trône, Bruxelles (le peintre y expose Victor Pisani)[153],[105].
- 1867 : Salon d'Anvers, du 11 août au 6 octobre, rue Vénus, Anvers (il y expose le Supplice de Pierre de Bex, ancien Bourgmestre de Liège et Berger ardennais ; Bourrasque d'automne)[57],[154],[155].
- 1868 : Exposition de l'Union des Artistes, juillet, Liège (Soubre y expose deux scènes de genre et sa toile Victor Pisani)[156] ; XXVIIe Exposition nationale et triennale - Salon de Gand, du 13 septembre à octobre, casino de Gand, Gand (l'artiste y expose 2 œuvres : Le Vendredi saint et Braconniers à l'affut)[157],[158].
- 1869 : Salon de l'Association pour l'encouragement des beaux-arts, avril-mai, Liège (le peintre y expose Première Prière et Épée ébréchée)[8],[159] ; Salon de Bruxelles, du 29 juillet au 27 octobre, serres de l'ancien jardin botanique, Bruxelles (Soubre y expose Le Banquet des Gueux)[160].
- 1871 : XXVIIIe Exposition nationale et triennale - Salon de Gand, du 10 septembre au 14 novembre, casino de Gand, Gand (l'artiste y expose deux œuvres : Fière humilité et Pressentiment)[106].
- 1872 : Salon de Bruxelles, du 15 août au 3 novembre, palais de Charles de Lorraine, Bruxelles (Soubre y expose Marie Stuart)[161] ; Exposition internationale de 1872, Royal Albert Hall, Londres (Soubre y expose Fière humilité)[107].
- 1873 : Exposition universelle de Vienne, du 1er mai au 1er novembre, Prater, Vienne (le peintre y expose Une famille noble devant le Conseil des troubles)[110] ; Salon d'Anvers, du 10 août au 5 octobre, rue Vénus, Anvers (il y expose trois œuvres : Jeanne la boudeuse, Bohémienne et Berger ardennais frappé de la foudre)[162] ; Exposition internationale de 1873, Royal Albert Hall, Londres (Soubre y expose Marie Stuart et Les Derniers Jours de la reine Élisabeth Ire)[163].

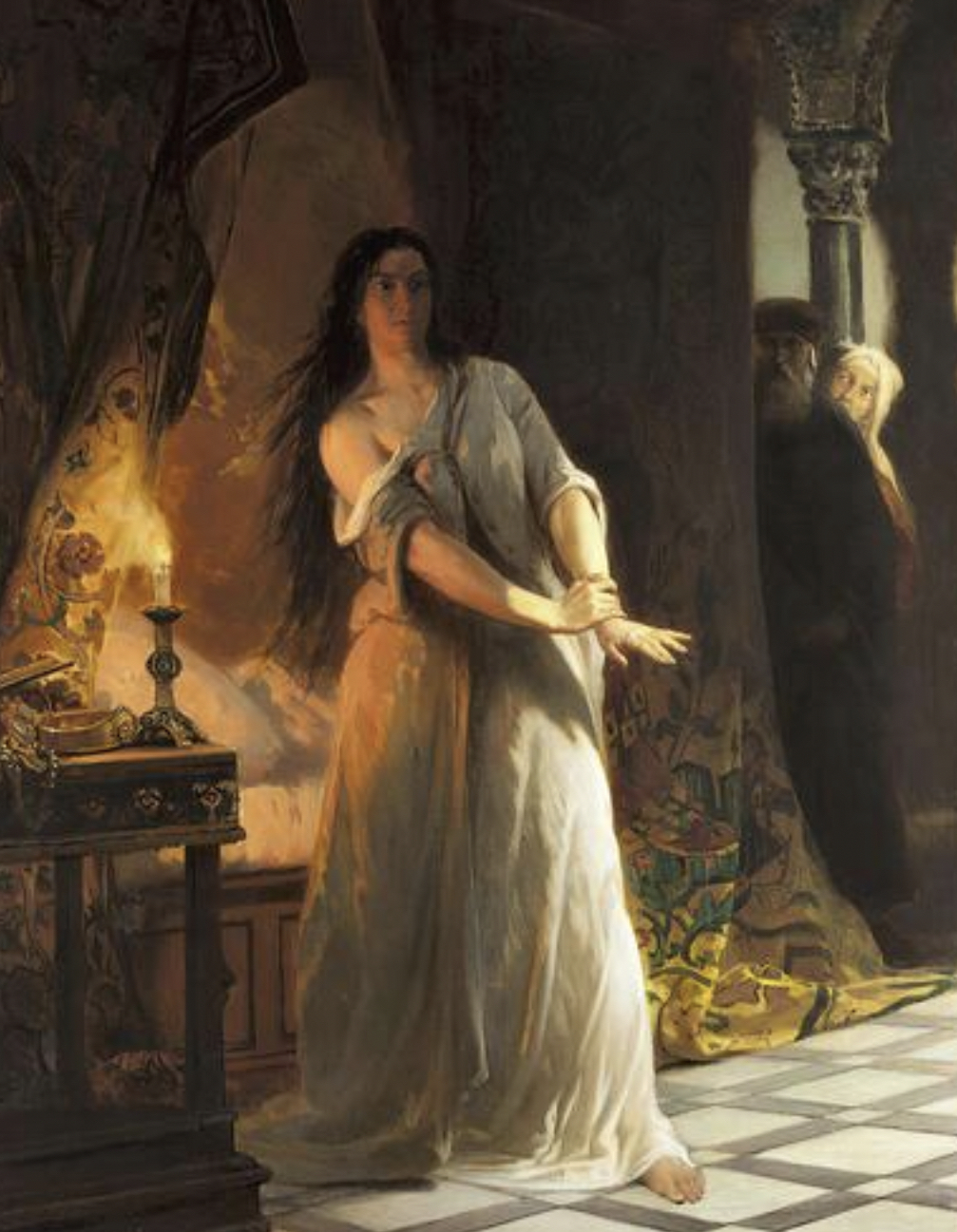
Lady Macbeth, 1877 (huile sur toile), collection privée.

- 1874 : XXIXe Exposition triennale - Salon de Gand, du 30 août au 18 octobre, casino de Gand, Gand (l'artiste y expose la toile Cromwell et sa fille lady Cleypole)[164] ; Exposition internationale de 1874, Royal Albert Hall, Londres (Soubre y expose Catherine d'Aragon et le cardinal Wolsey et Une famille noble devant le Conseil des troubles)[165],[166].
- 1875 : Salon de l'Association pour l'encouragement des beaux-arts, avril-mai, Liège (le peintre y expose Une famille noble devant le Conseil des troubles)[167] ; Salon de Bruxelles, du 23 août au 15 novembre, place du Petit Sablon, Bruxelles (le peintre y expose Un enterrement dans les Ardennes)[168].
- 1876 : Exposition universelle de Philadelphie, du 10 mai au 10 novembre, Fairmount Park, Philadelphie (l'artiste y expose La Måle Saint-Martin)[116] ; Salon d'Anvers, du 13 août au 1er octobre, rue Vénus, Anvers (il y expose deux œuvres : Le Banquet des Gueux et Cromwell et sa fille lady Cleypole)[169].

- 1877 : XXXe Exposition triennale - Salon de Gand, du 26 août au 2 novembre, casino de Gand, Gand (l'artiste y expose trois œuvres : La Måle Saint-Martin, Lady Macbeth et Le Dépit)[117].
- 1878 : Salon de Bruxelles, du 5 septembre au 3 novembre, un immeuble situé entre l'avenue du Midi et le boulevard du Hainaut, Bruxelles (Soubre y expose Le 4 septembre 1830, aussi connu comme Le Départ des volontaires liégeois pour Bruxelles sous la conduite de Charles Rogier)[118].
- 1879 : Salon de l'Association pour l'encouragement des beaux-arts, du 25 avril au 28 mai, salle d'émulation et salle académique, Liège (l'artiste y expose Le 4 septembre 1830)[119] ; Salon d'Anvers, du 10 août au 1er octobre, rue Vénus, Anvers (il y expose deux œuvres : Un enterrement dans les Ardennes et Ressentiment)[170] ; Exposition du Cercle Artistique, décembre, salle du casino du passage Lemonnier, Liège[171].
- 1879-1880 : Exposition universelle de Sydney, du 18 septembre 1879 à juin 1880, Garden Palace, Sydney (il y expose The notched sword ; Épée ébréchée)[172].
- 1880 : XXXIe Exposition triennale - Salon de Gand, du 15 août au 2 novembre, casino de Gand, Gand (Soubre y expose Bonheur)[173] ; Fête artistique du Cercle, août, Cercle artistique et littéraire de Bruxelles, Bruxelles[174],[175].
- 1881 : Salon de Bruxelles, du 14 août au 16 septembre, musées royaux des Beaux-Arts de Belgique, Bruxelles (le peintre y expose Jalousie)[176].
- 1883 : XXXIIe Exposition triennale - Salon de Gand, du 26 août au 4 novembre, casino de Gand, Gand (l'artiste y expose Lassitude et Tête d'étude)[177].

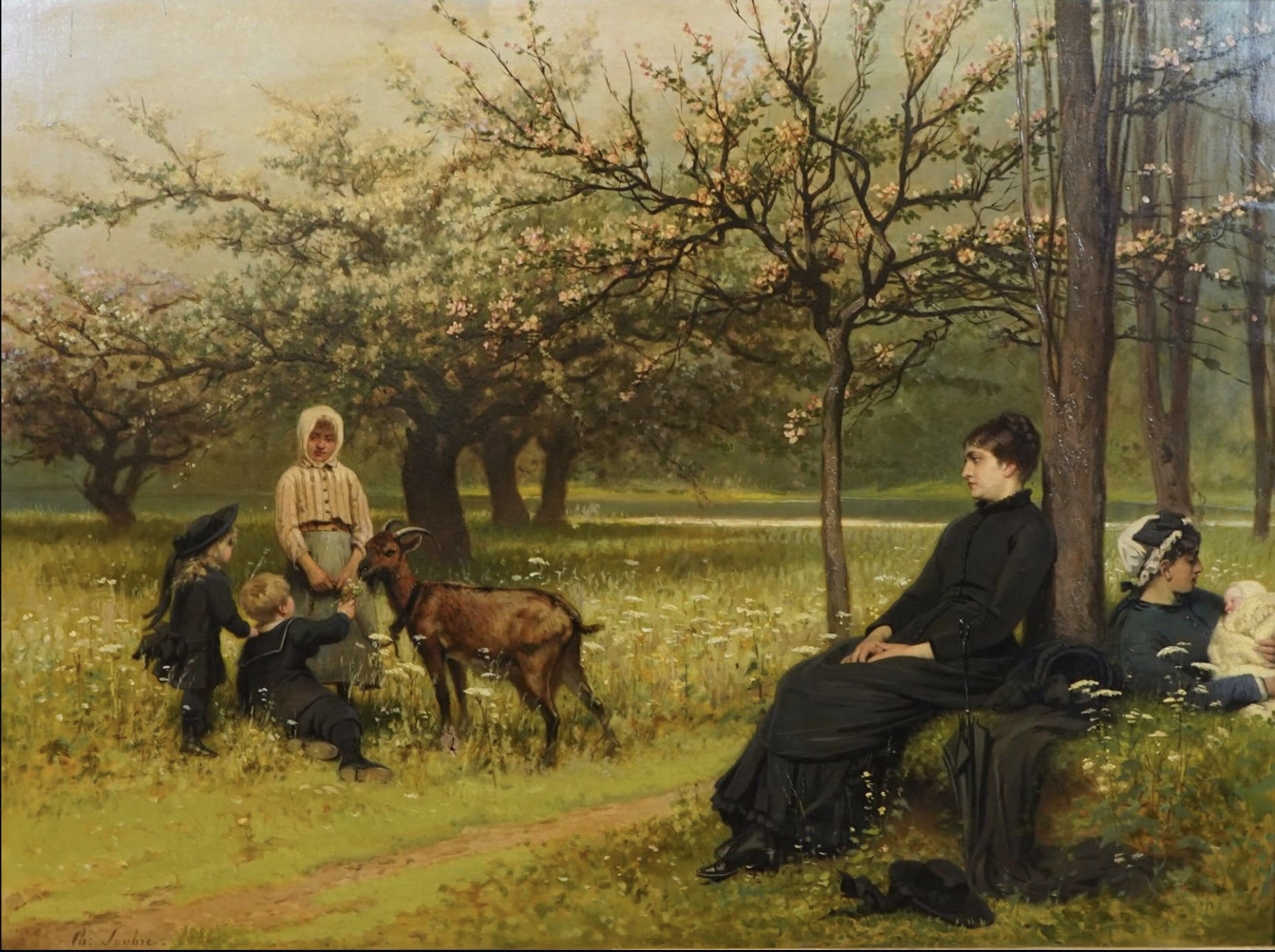
La Veuve, 1884 (huile sur toile), collection privée.

- 1884 : Salon de Bruxelles, du 1er septembre au 1er novembre, musées royaux des Beaux-Arts de Belgique, Bruxelles (le peintre y expose La Veuve)[76].
- 1889 : XXXIVe Exposition triennale - Salon de Gand, du 11 août au 6 octobre, casino de Gand, Gand (Soubre y expose Le Dimanche matin en Ardenne et Javanaise agaçant un chat)[178].
- 1892 : Salon de l'Association pour l'encouragement des beaux-arts, avril-mai, salle d'émulation, Liège (l'artiste y expose un portrait au pastel)[179].
- 1893-1895 : le peintre participe à diverses expositions organisées au Cercle royal des Beaux-Arts de Liège[94],[180].

### Expositions réalisées après la mort de l'artiste
- 1895 : Rétrospective Charles Soubre, mars-avril, Salle d'Émulation, Liège[7] ; XXXVIe Exposition triennale - Salon de Gand, du 1er septembre au 28 octobre, casino de Gand, Gand (l'artiste, décédé avant le début du Salon, y avait envoyé un pastel Jeune fille à la fontaine)[181].
- 1955 : Le Romantisme au pays de Liège, du 10 septembre au 31 octobre, Musée des Beaux-Arts, Liège[182],[183].

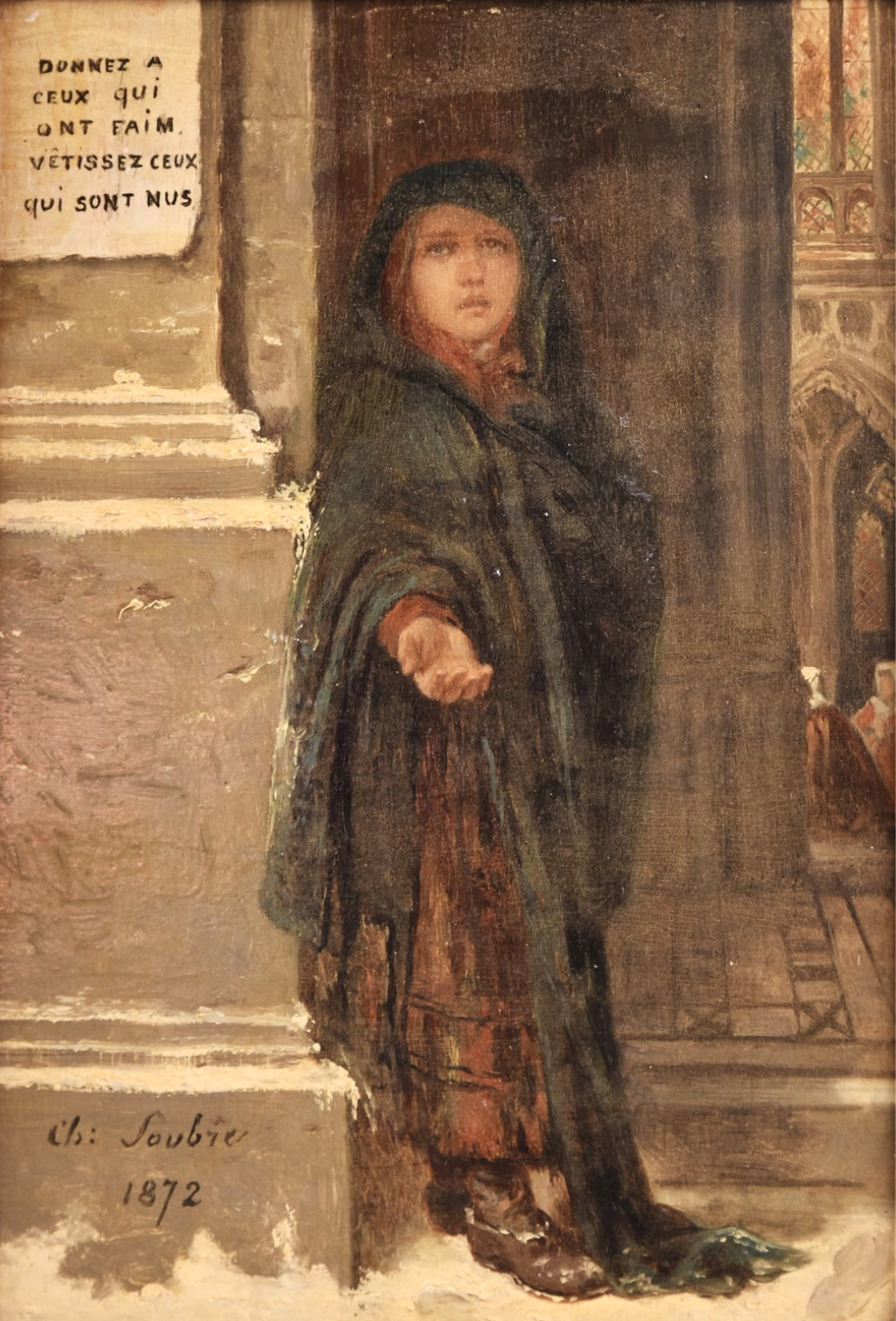
La mendiante, 1872 (huile sur toile ;), collection privée.

- 1964 : 125e anniversaire de l'Académie royale des Beaux‑Arts, du 11 avril au 10 mai, Musée des Beaux-Arts, Liège[184].
- 2001-2002 : Vers la modernité : le XIXe siècle au pays de Liège, du 5 octobre 2001 au 20 janvier 2002, musée de l'Art wallon et salle Saint-Georges, Liège (les peintures Le Départ des volontaires liégeois pour Bruxelles sous la conduite de Charles Rogier, L'Arrivée de Charles Rogier et des volontaires liégeois à Bruxelles et L'Indonésienne à l'ombrelle sont exposées)[95],[121],[122].
- 2012 : La Spiritualité, du 9 juin au 1er juillet, Rue des Prémontrés 38, Liège[185].
- 2018 : École Liégeoise du Paysage (1880-1950), du 1er août au 2 septembre, Rue de l'Église, Fléron[186] ; École Liégeoise du Paysage, du 27 octobre au 18 novembre, Place de l'Abbaye 12, Saint-Hubert[187].
- 2019 : Tableaux de pêche et de rivières, du 6 au 28 juillet, Chapelle des Sépulcrines - Rue du Collège 31, Visé[188].
- 2021 : Juin 2021 au bureau… Toujours des Heintz, du 5 juin au 4 juillet, Rue Henri Vieuxtemps 13, Liège (la toile La mendiante est exposée)[189].

## Prix et distinctions
- 1866 : médaille d'or au Salon de Bruxelles[52],[53] pour son tableau Victor Pisani[190].
- 1879 :  Chevalier de l'ordre de Léopold (le 7 février)[55],[56].
- 1880 : médaille de bronze à l'Exposition universelle de Sydney[54].